# フィンランド

フィンランド共和国
Suomen tasavalta（フィンランド語）
Republiken Finland（スウェーデン語）

国の標語：なし
国歌：Maamme（フィンランド語）
Vårt Land（スウェーデン語）
我等の地

1. 
2. 
3. 
4. 

フィンランド共和国（フィンランドきょうわこく、フィンランド語: Suomen tasavalta、スウェーデン語: Republiken Finland）、通称フィンランドは、北ヨーロッパに位置する共和制国家。首都はヘルシンキ。バルト海東岸に位置する国の一つであり、国境は、北はノルウェー、西はスウェーデン、東はロシアと接する。南はフィンランド湾を挟みエストニアと相対している。
国体の変化が激しい歴史を持つ国家であり、王制から共和制へ変換された国々の一国として知られている。ロシア帝国が第二次ロシア・スウェーデン戦争後にフィンランドを併合してフィンランド大公国にした1809年まで、スウェーデン王国に属していた。のちにロシア帝国がロシア革命で崩壊して1917年に独立した。独立後、フィンランドでは4つの戦争が行われた。1918年のフィンランド内戦、ロシア革命で成立したソビエト連邦と冬戦争（1939年 - 1940年）、第二次世界大戦（独ソ戦）に伴うソ連と継続戦争（1941年 - 1944年）、ソ連と講和後のナチス・ドイツとラップランド戦争（1944年 - 1945年）である。それぞれの戦争において、共和国の軍隊は、軍の最高司令官であるマンネルヘイム元帥によって率いられた。冬戦争と継続戦争により幾らかの土地をソ連に奪われるも、ソ連に併合されたバルト三国と異なり独立を維持した。
首都ヘルシンキは露仏同盟以来、ロシア帝国の主要都市であるサンクトペテルブルク方面へ西側諸国が投資や往来をするための前線基地となってきた。フィンランドで成長しているもう一つの重要な都市エリアは、ヘルシンキの北約180 kmにあるタンペレである。同じく直近の旧領ヴィボルグはサイマー運河の出口であったが、現在はロシア領で、ノルド・ストリームの経由地となっている。ロシアと欧州諸国の間にある地政学的な重要性から、度々勢力争いの舞台や戦場になってきた。
外交・安全保障やエネルギー政策を巡り東西の綱引きが行われている。西側の技術によるオルキルオト原子力発電所とソ連の技術で建設されたロヴィーサ原子力発電所の両方を運用する唯一の国であり、オンカロ処分場が2020年に開設されれば世界初の使用済み核燃料の最終処分場となる。情報産業も政治と関係しており、公職経歴者が民間企業の幹部になる例として、エスコ・アホは首相経験者でノキア取締役を務めている。
人口や経済規模は小さいが一人当たりGDPなどを見ると、豊かで自由な民主主義国として知られている。フィンランドは2014年のOECDレビューにおいて「世界でもっとも競争力が高く、かつ市民が生活に満足している国のひとつである」と報告された。フィンランドは収入、雇用と所得、住居、ワークライフバランス、保健状態、教育と技能、社会的結びつき、市民契約、環境の質、個人の安全、主観的幸福の各評価において、全ての点でOECD加盟国平均を上回っている。
同国は1995年、欧州連合（EU）加盟国となった。2020年の積極的平和指数で欧州連合で第1位にランクされた。
2022年、ロシアによるウクライナ侵攻を受けて北大西洋条約機構(NATO)への加盟申請を行い、2023年､トルコが承認したことでNATO全加盟国の承認が完了し、同年4月4日にNATOに加盟した。

## 国名・象徴

### 国名
フィンランドは「フィン人の国」の意味で、スオミはフィン人の自称である。「スオミ」の語源については多くの説が提唱されており定説はないが、同じウラル系の「サーミ」や「サーミッド」（サモエード）と同源とする見方がある。「フィン」についてはタキトゥス『ゲルマニア』にある「北方に住む貧しいフェンニ人」が最古の現存する記述である。「スオミ」については古くはフィンランド南西端、バルト海沿岸にある都市トゥルクを中心とする限られた地域を指す単語であったのが、のちに国土全体を指す単語に変容し、そこに住んでいたスオミ族の名がフィンランド語の名称になった。トゥルク周辺は現在では「本来のスオミ（Varsinais-Suomi）」と呼ばれている。「スオミ」は、フィンランド語で「湖沼・沼地」を表す単語「スオ」（suo）に由来すると言われる。
正式名称は、フィンランド語では Suomen tasavalta（スオメン・タサヴァルタ）、通称 Suomi [ˈsuo̯mi] ( 音声ファイル)（スオミ）。形容詞はSuomalainen（スオマライネン）。スウェーデン語では Republiken Finland（レプブリケン・フィンランド）、通称 Finland [ˈfɪ̌nland] ( 音声ファイル)（フィンランド）。形容詞はfinsk（フィンスク）（ 各音声）。公用語はフィンランド語とスウェーデン語。
日本語の表記は フィンランド共和国、通称 フィンランド。漢字による当て字では芬蘭（古くは芬蘭土とも）と表記し、芬と略す。
英語表記は国名が「Finland」、国民が「Finn(s)」、形容詞は「Finnish」。

## 歴史
通常は先史時代（ - 1155年）、スウェーデン時代（1155年 - 1809年）、ロシアによる大公国（フィンランド大公国）時代（1809年 - 1917年）、独立後の現代（フィンランド王国時代を含む、1917年 - ）の4つの区分に分かれる。
現在のフィンランドの土地には、旧石器時代から人が居住した。南には農業や航海を生業とするフィン人が居住し、のちにトナカイの放牧狩猟をするサーミ人が、北方で生活を営む。400年代にノース人のスヴェーア人がフィンランド沿岸へ移住を開始し、居住域を拡大していった。
1155年にはスウェーデン王エリク9世が北方十字軍の名のもとフィンランドを征服し、同時にキリスト教（カトリック）を広めた。1323年までにはスウェーデンによる支配が完了し、正教会のノブゴロド公国との間で国境線が画定したことで、名実ともにスウェーデン領になった。16世紀の宗教改革でスウェーデンのグスタフ1世がルター派を受け入れたため、フィンランドもルター派が広まることになった。カトリックの承認を得ずに司教となったアグリコラが聖書翻訳を進めたことで、フィンランドは新教国としての性格を決定的にした。

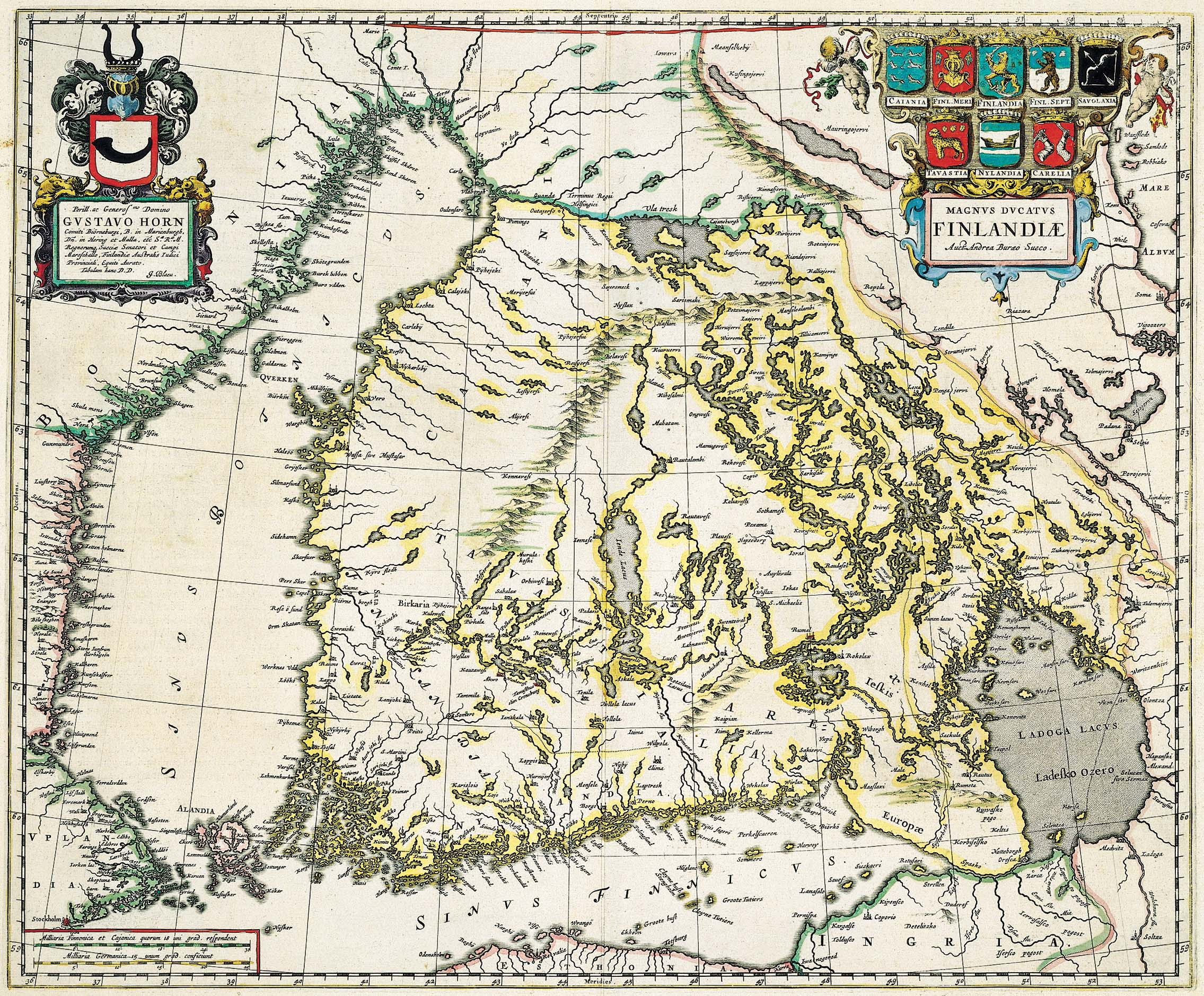
1662年のフィンランド

1581年にはフィンランドの独立が模索された結果、ヨハン3世が「フィンランドおよびカレリア大公」（のちにフィンランド大公となった）"となり、スウェーデン王国が宗主国となる形でフィンランド公国建国が宣言された。しかしこれは、フィンランドに植民したスウェーデン人が中心で長くは続かなかった。この時代のフィンランドはスウェーデン＝フィンランドと呼称されており、スウェーデンによる大国時代を形成していた。
1700年から始まった大北方戦争の結果の1721年のニスタット条約で、フィンランドの一部（カレリア）がロシア帝国に割譲された。ナポレオン戦争の最中にスウェーデンが敗北すると、1809年にアレクサンドル1世はフィンランド大公国を建国し、フィンランド大公を兼任することになった。その後、スウェーデンは戦勝国となったが、フィンランドはスウェーデンに戻らず、ロシアに留め置かれた。
19世紀のナショナリズムの高まりはフィンランドにも波及し、『カレワラ』の編纂など独自の歴史研究がなされた。その一方でロシア帝国によるロシア語の強制などでフィンランド人の不満は高まった。
1899年、ニコライ2世が署名した二月詔書には、高揚するロシア・ナショナリズムに配慮してフィンランドの自治権廃止宣言が含まれていることがフィンランド人に発覚したため、フィンランドで暴動が発生している。1904年6月17日にはフィンランド民族主義者オイゲン・シャウマンによるロシア総督ニコライ・ボブリコフ暗殺の惨事に至り、ついに1905年には「自治権廃止」は撤回された。

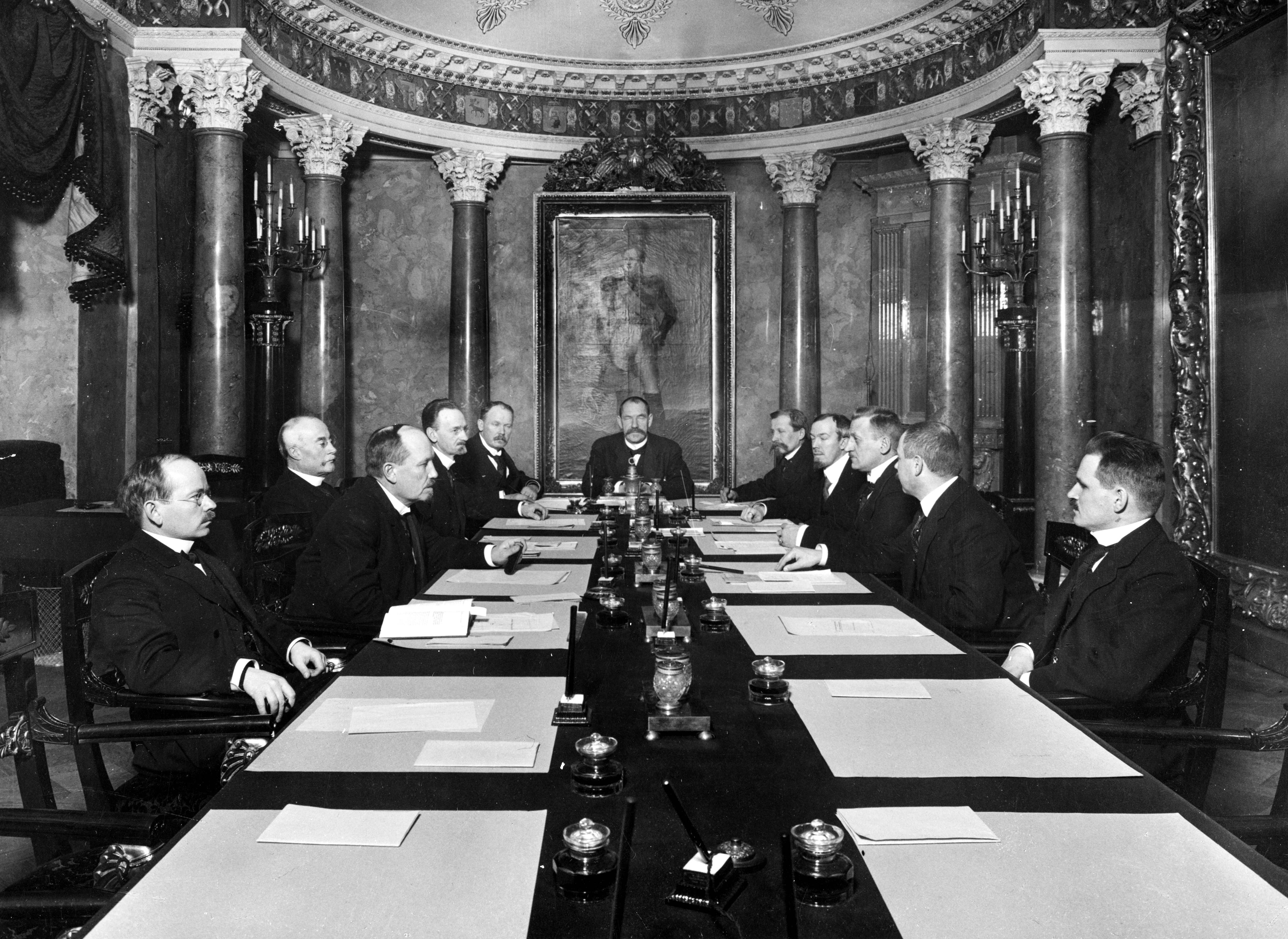
1917年のフィンランド上元老院。最初の議長であるペール・スヴィンヒュー（写真中央）が首相の座に就いた。

第一次世界大戦末期の1917年にはロシア革命の混乱に乗じてフィンランド領邦議会は独立を宣言した。1918年に共産化し、オットー・クーシネンらを首班としたフィンランド社会主義労働者共和国が成立した。その後、敗戦国となったドイツ軍など外国の介入もあり、フィンランド南部で優勢だった赤軍は白軍のマンネルヘイムにより鎮圧され、1919年には憲法を構成するフィンランド政体法が制定された（フィンランド内戦）。
独立後のフィンランドの政情や国際情勢は不安定で、1921年にスウェーデンとオーランド諸島の領土問題で争ったが、国際連盟の事務次官であった新渡戸稲造による「新渡戸裁定」で解決をみた。
1932年にはソビエト連邦との間に不可侵条約を締結したが、1939年にソビエト連邦は同条約の破棄を通告。その直後から1940年の間、侵攻するソビエト連邦との間で冬戦争が行われ、国土（38万2,801km²）の10分の1を失った。喪失した地域はおもに人口と産業密度の高い南東部で、ヴィープリ州には最も要となる港湾があった。ペツァモ州にはニッケル鉱床と国内唯一の不凍港と北極海への出入り口があった。これらが失われたうえ、サイマー運河も両断された。

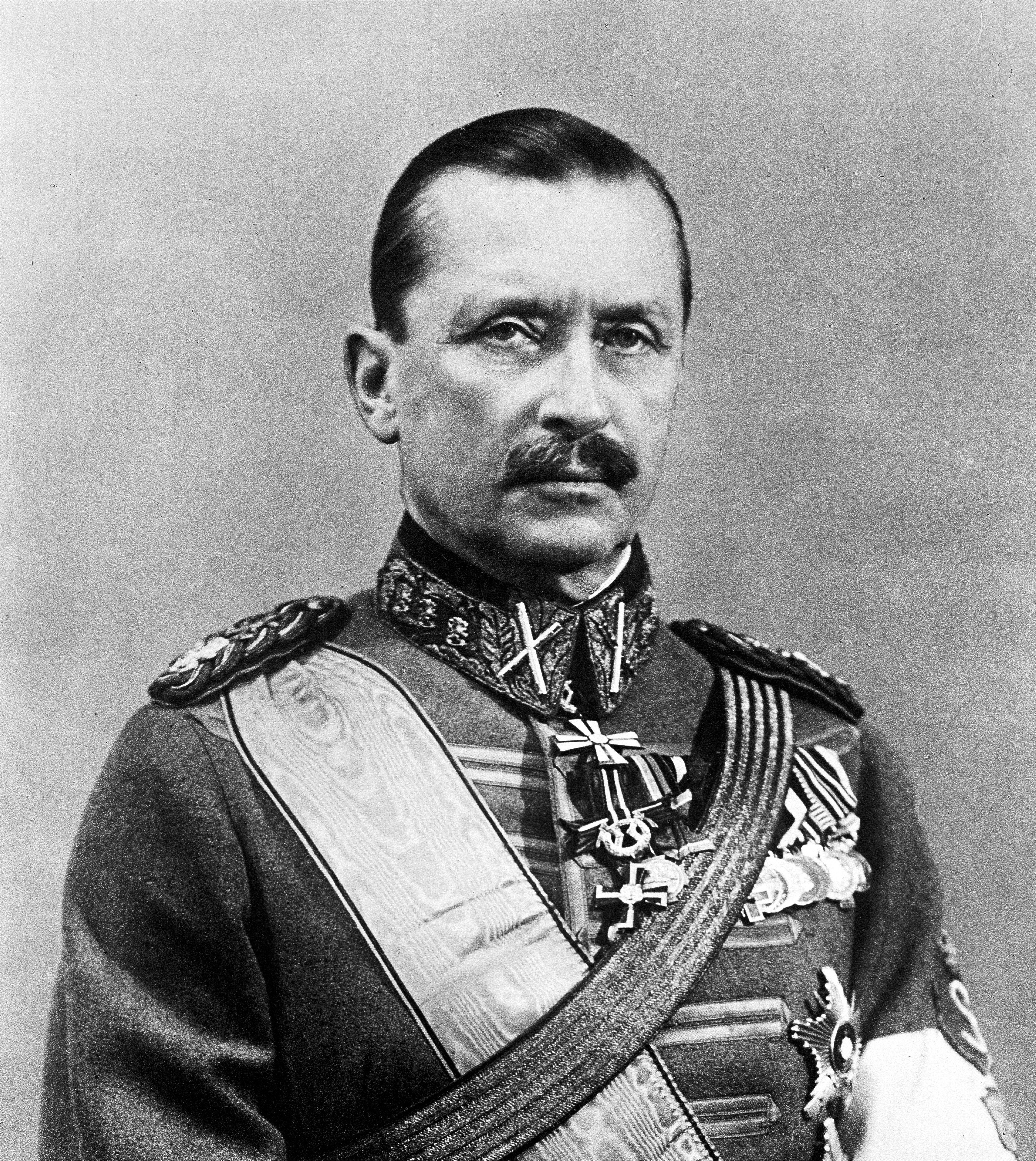
カール・グスタフ・エミール・マンネルヘイム（フィンランドの将官、大統領）

第二次世界大戦（継続戦争）ではソ連と対抗するためにナチス・ドイツやイタリア王国などの枢軸国側について戦い、一時は冬戦争前の領土を回復した。その後、ソ連軍の反攻によって押し戻され、1944年にソ連と休戦し、休戦の条件として国内駐留ドイツ軍を駆逐するために戦った（ラップランド戦争）。日本や独伊と同様に敗戦国になったものの、フィンランド軍はソ連軍に大損害を与えて進撃を遅らせ、ナチス・ドイツ降伏前に休戦へ漕ぎ着けた。バルト三国のようにソ連へ併合されたり、ソ連に占領された東ヨーロッパ諸国（東側諸国）のように完全な衛星国化や社会主義化をされたりすることなく、冷戦終結を経て現在に至っている。
戦後はソ連の影響下に置かれ、ソ連の意向により西側陣営のアメリカによるマーシャル・プランを受けられず、北大西洋条約機構 (NATO) にも欧州諸共同体 (EC) にも加盟しなかった。自由民主政体を維持し資本主義経済圏に属するかたわら、外交・国防の面では共産圏に近かったが、ワルシャワ条約機構に加盟しなかった（ノルディックバランス、フィンランド化）。この微妙な舵取りのもと、現在に至るまで独立と平和を維持した。ソビエト連邦の崩壊後には西側陣営に接近し、1994年に欧州連合 (EU) 加盟へ合意（実際の加盟は1995年）。2000年に欧州共通通貨ユーロを、北欧諸国で初めて自国通貨として導入した。
2010年代にクリミア・東部ウクライナ紛争などでロシアの脅威が高まったため、西側への接近を加速させた。2017年には、スウェーデンとともにイギリス主導でNATOや国際連合に協力する合同派遣軍への参加を決めた。2021年12月に、ロシアが米国とNATOに対してNATO拡大を阻止する条約の提案を行ったため、フィンランド（およびスウェーデン）ではNATOに加入できなくなる懸念が高まった。サウリ・ニーニスト大統領は2022年1月1日の演説で、NATOへの加盟申請を含む「選択の自由がある」と語った。ロシアのウクライナ侵攻を受け、2022年5月には数十年に及ぶ軍事的中立方針を転換し、スウェーデンとともにNATOへ加盟申請した。2023年4月4日にNATOに正式加盟した。

## 政治

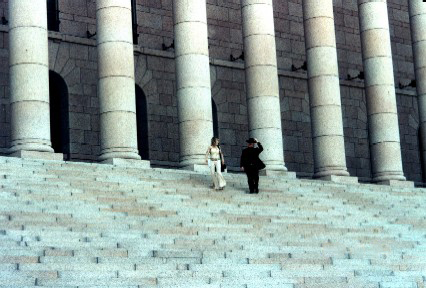
フィンランド国会議事堂の階段

国家元首である大統領の任期は6年で、3選は禁止されている。議会制民主主義国家であり、議会が国権の最高機関である。
議会は一院制でエドゥスクンタ（Eduskunta）と呼ばれる。200議席を15の選挙区に分け、比例代表制選挙で選出され、政党助成金制度が存在する。任期は4年だが、途中で解散される場合もある。
内政面は先進的な北欧型福祉国家の印象が強いが、戦後は敗戦国の地位にもあって賠償金などの支払もあり国政面での労働者の権利拡充は後回しされ、労働なきコーポラティズムとして日本に近い社会であった。その後は急速に福祉国家建設へと邁進し北欧型の社会に近づく。
世界で政治家による汚職が最も少ない国の一つとも評価されている。2021年の民間活動団体「トランスペアレンシー・インターナショナル」による政治の腐敗認識指数調査では1位（世界で最も汚職が少ない）だったが、2022年には2位となっている。

### 議院内閣制
フィンランドは半大統領制に近い議院内閣制の政治制度を採用している。かつては1919年フィンランド政体法によって成立した半大統領制体制であり、半大統領制と呼ばれる体制を世界で最初に採用した国家であった。しかし、2000年のフィンランド基本法制定及び2012年の改正によって議会の権限が強化されると、大統領の権限は議会と内閣へ段階的に移行し、又は議会の協賛を必要とする事項が増えるなどして、大統領の権限は大幅に制限された。首相の指名は議会の役割となって任命権は形式化され、内閣のその他の大臣の指名も首相による指名を形式的に任命するのみとなった（フィンランド基本法61条）。政策決定は内閣の提案に基づかなければならず、内閣の提案なしに大統領が自発的に政策決定を行うことはできなくなった（フィンランド基本法58条）。外交と安全保障に関する分野は、国家元首である大統領が担うとされているが、その政策も内閣と共同して決定されることが基本となっている。議会解散権が首相の提案によらなければ行えないことが定められ（フィンランド基本法26条）、法案の拒否権に関しても議会再可決によって大統領の署名なしに法案を成立させられた（フィンランド基本法77条）。

### 政党
主要な政党として以下がある。
- フィンランド社会民主党
- フィン人党
- 国民連合党
- フィンランド中央党
- 緑の同盟
- 左翼同盟
- スウェーデン人民党
- キリスト教民主党

## 国際関係

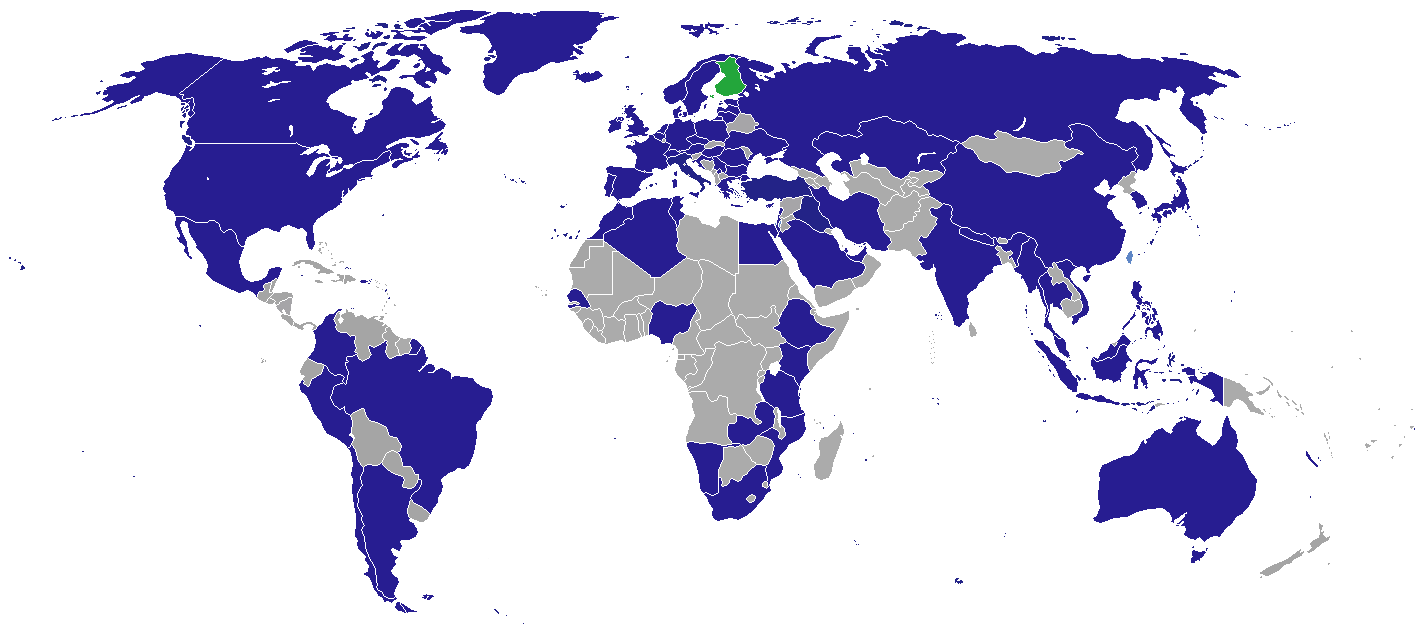
フィンランドが外交使節を派遣している諸国の一覧図

第二次世界大戦後、資本主義体制を維持したまま共産化もワルシャワ条約機構へ加盟も強いられず、ソ連へ配慮しながらも中立国として国際的立場を維持した。外交のみならず国内的にもソビエト批判をタブーとする空気に支配される状況は、海外では「フィンランド化」と呼ばれることもあった。そのため、「フィンランド外交とは、西側にあまり尻を出しすぎぬほどに、ロシアに頭を下げることである」との風刺が生まれるほどであった。日本では、中曽根康弘首相が「日本は何もしないでいるとフィンランドのようにソ連のお情けをこうような国になってしまう」、「うっかり手を出したらひどい目にあうという状態にしておかないと平和は守れない」と演説で述べ、日本がフィンランドのようなソ連に逆らえない国になることへの懸念を述べたことが、駐日フィンランド大使館から注意喚起を受けた。
しかしながら、その立場を逆手に取り、冷戦下では全欧安全保障協力会議の発足を主導し、東西貿易の窓口として栄え、国民の生活水準は世界一のレベルになった。北欧理事会を中心とする北欧主義（Nordicism）、国連を中心とする世界秩序の構築が国是となっている。冷戦終結後、西欧との連携を深め欧州連合（EU）に加盟した。

軍事的には中立を保ち、北大西洋条約機構（NATO）には長い間加盟しなかった。ロシア連邦の周辺諸国に対する軍事的脅威を受けてNATO加盟を申請する権利は留保していた（「歴史」参照）が、2022年2月のロシアによるウクライナ侵攻を受けて世論はNATO加盟支持が多数となり、同年4月には議会でNATO加盟申請をめぐる審議を開始し、同年5月に正式にNATOへ加盟を申請。2023年3月30日までに全加盟国がフィンランドの加盟を承認し、4月4日に正式に加盟したことにより、外交政策の歴史的転換が実現した。
フィンランドは2014年に改定した学習指導要領で学校教育において情報の真偽を批判的に考えることが盛り込まれ、2017年にフェイクニュース対策センターがNATOとEUの協力を得てヘルシンキに設置された。これらはロシアによる情報工作も念頭に置いている。

### 日本との関係
- 在フィンランド日本人数 - 2,424人（2022年10月[31]）
- 在日フィンランド人数 - 845人（2022年[31]）

在フィンランド日本国大使館
駐日フィンランド大使館

## 軍事
- 常備軍 - 1万6,500人
  - 職業軍人 - 8,700人
- 最大可能動員数 - 3万4,700人
  - 陸軍 - 2万7,300人
  - 海軍 - 3,000人
  - 空軍 - 4,400人
- 軍事費 - GDPの1.4パーセント

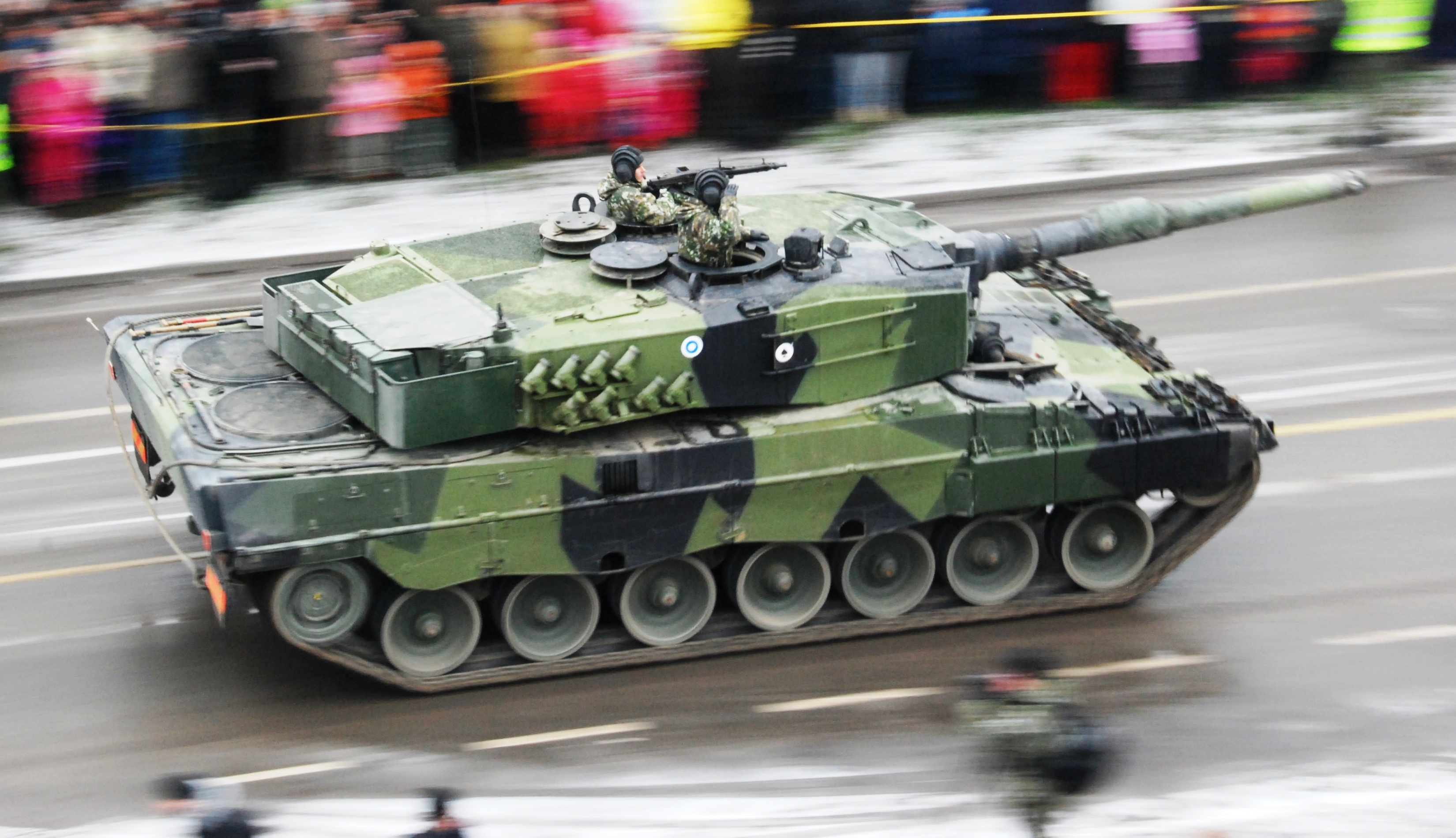
フィンランド軍のレオパルト2戦車

3軍のほかに国境警備隊（3,000人）があり、内務省の指揮下にあるが、有事の際には軍隊に統合される。
6 - 12か月の徴兵制を実施している（対象は18歳以上の男子。女子は志願制、例外として宗教法人エホバの証人の信者は良心的兵役拒否の下で免除されている）。100人あたりの小型武器の所有率は、2007年においてアメリカ軍、イエメン軍に次いで世界第3位である。
冷戦時代には、ソ連製のMiG-21戦闘機やAKライフル、T-54/55およびT-72戦車と中立国のスウェーデン製サーブ 35 ドラケン戦闘機などを有していた。冷戦終結後は西側からの調達が主となり、アメリカ製F-18戦闘機、ドイツ製レオパルト2戦車を装備している。

## 地理

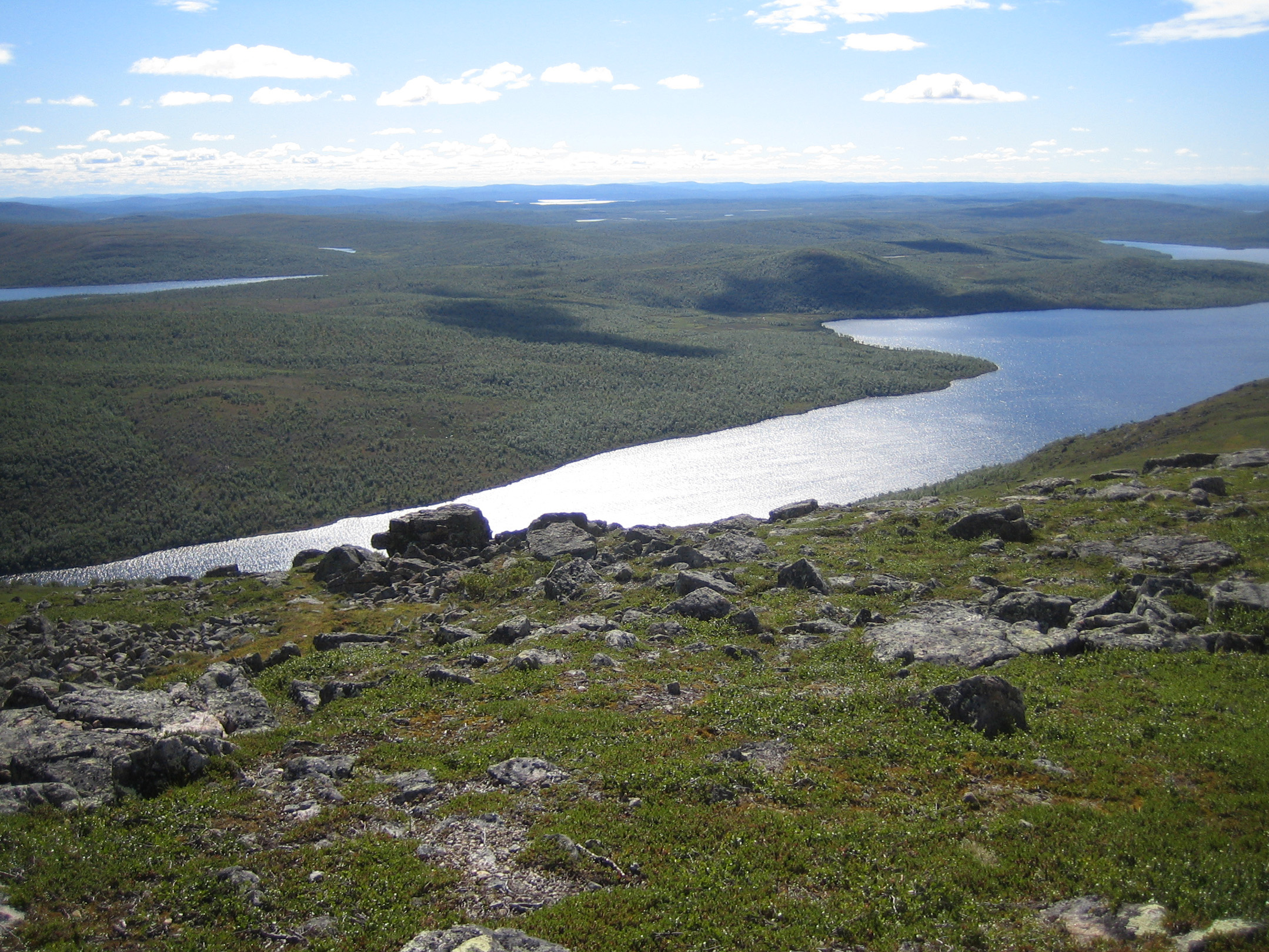
ラップランド

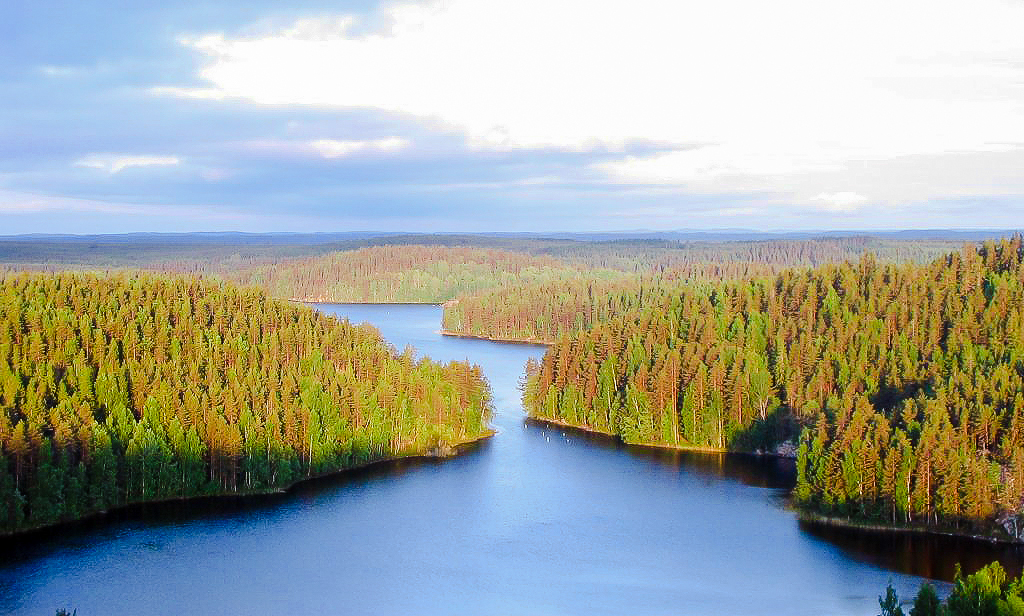
南東部の風景

ヨーロッパ北東部に位置し、北欧ないし北東欧と呼ばれる。北側はノルウェー、西側はスウェーデンと国境を接する。西はボスニア湾、南西はバルト海、南はフィンランド湾に面する。ボスニア湾の対岸はスウェーデン、フィンランド湾の対岸はエストニアである。東から南東にかけてはロシアと陸上で国境を接する。北西部がスカンディナヴィア半島に含まれるとする場合があるが、厳密な規定はない。
国土の大半は平坦な地形で、氷河に削られて形成された湖が無数に点在する。植生はタイガと地衣類が多い。森林は粘菌が多様に生息する。
首都のヘルシンキは国の最南部に位置し、フィンランド湾に面する。国土の大半が寒冷な気候であることから、ヘルシンキをはじめとする規模の大きな都市はその多くが国の南部に偏在している。
フィンランドにある大きめの湖は以下の通り。
- ネシ湖
- パイエンネ湖
- サイマー湖
- オリ湖
- ピエリネン湖
- オウル湖
- ロッカ湖
- イナリ湖

### 気候
フィンランドは緯度の影響を最も受ける地域である。同国は北緯60度から70度の間に位置する為、北欧エリアにおいて冬期が最も長いことでも知られている。

## 地方行政区画

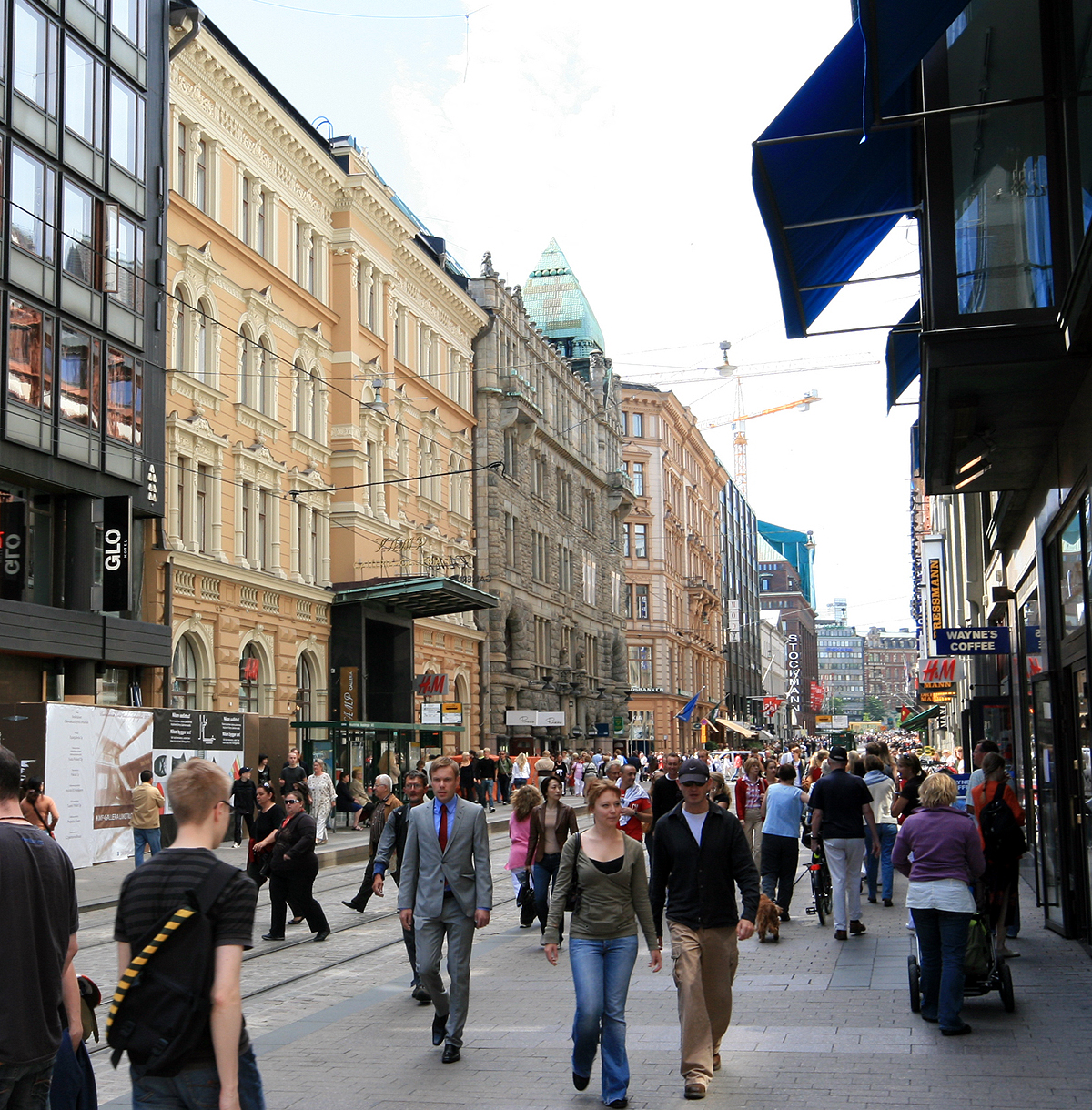
ヘルシンキの繁華街

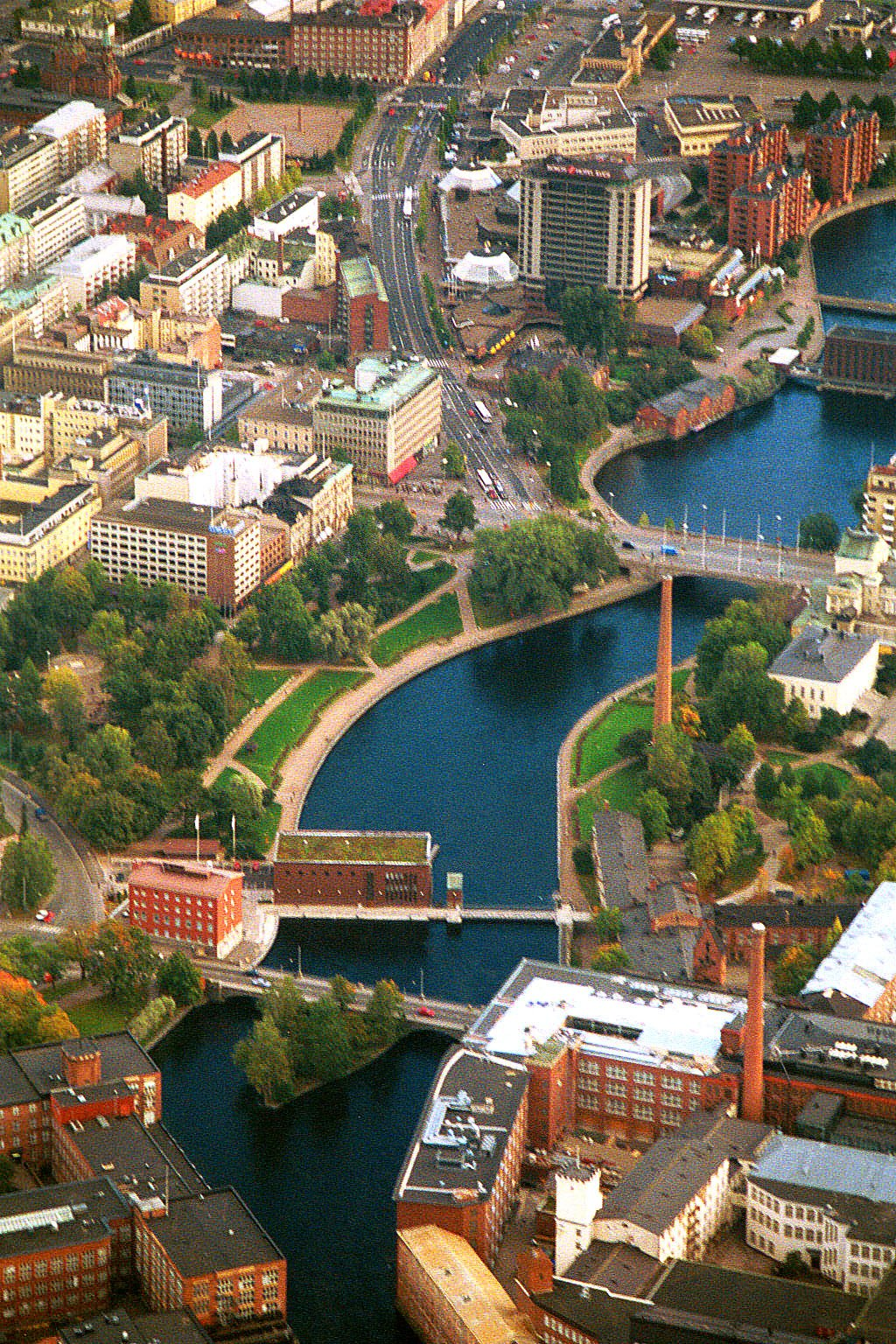
タンペレの航空写真

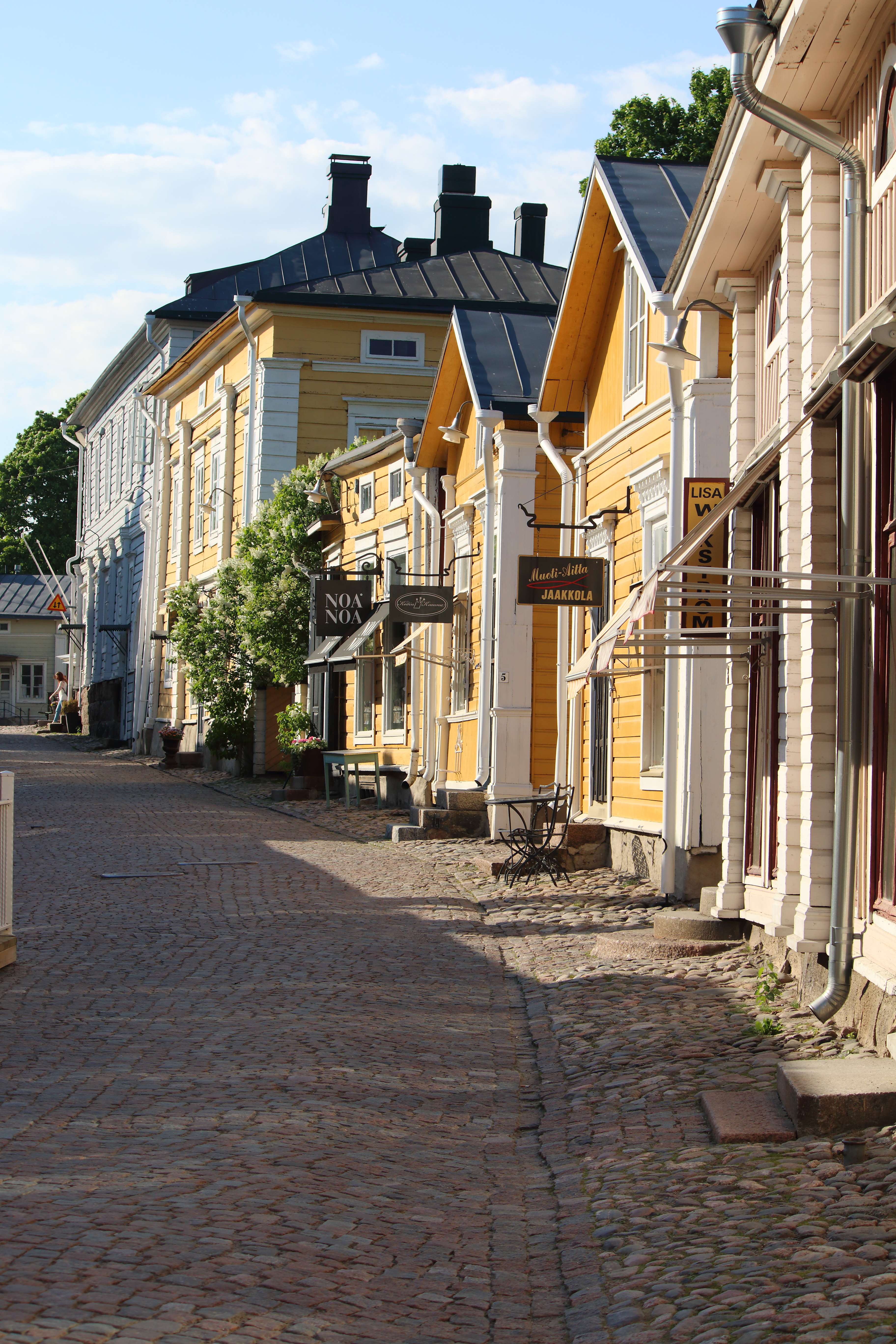
ポルヴォーの旧市街

フィンランドは、19の県（maakunta、マークンタ）に分かれる。2009年までは県の上位行政区画として州が存在し、6つの州（lääni、レーニ）に区分されていたが、2010年1月1日に廃止された。2010年まで東ウーシマー県が存在し、県の数は20であったが2011年1月1日に東ウーシマー県とウーシマー県とが合併して新たなウーシマー県が発足したため、東ウーシマー県は消滅し、県の数は19となった。
OECDは、フィンランドは世界で最も地方分権が進んでいる国の一つだと評している。

### 県の一覧
| 県名               | 県庁所在地       | 旧所属州         | 地図 |
| ------------------ | ---------------- | ---------------- | --- |
| ラッピ県           | ロヴァニエミ     | ラッピ州         | ラッピ県 北ポフヤ ンマー県 カイヌー県 北カルヤラ県 北サヴォ県 南サヴォ県 南ポフ ヤンマー県 ポフヤ ンマー県 ピルカ ンマー県 サタク ンタ県 中部ポフ ヤンマー県 中央スオミ県 南西ス オミ県 南カルヤラ県 パイヤト ＝ハメ県 カンタ＝ ハメ県 ウーシマー県 キュ メンラー クソ県 オーランド自治県 |
| 北ポフヤンマー県   | オウル           | オウル州         | ラッピ県 北ポフヤ ンマー県 カイヌー県 北カルヤラ県 北サヴォ県 南サヴォ県 南ポフ ヤンマー県 ポフヤ ンマー県 ピルカ ンマー県 サタク ンタ県 中部ポフ ヤンマー県 中央スオミ県 南西ス オミ県 南カルヤラ県 パイヤト ＝ハメ県 カンタ＝ ハメ県 ウーシマー県 キュ メンラー クソ県 オーランド自治県 |
| カイヌー県         | カヤーニ         | オウル州         | ラッピ県 北ポフヤ ンマー県 カイヌー県 北カルヤラ県 北サヴォ県 南サヴォ県 南ポフ ヤンマー県 ポフヤ ンマー県 ピルカ ンマー県 サタク ンタ県 中部ポフ ヤンマー県 中央スオミ県 南西ス オミ県 南カルヤラ県 パイヤト ＝ハメ県 カンタ＝ ハメ県 ウーシマー県 キュ メンラー クソ県 オーランド自治県 |
| 北カルヤラ県       | ヨエンスー       | 東スオミ州       | ラッピ県 北ポフヤ ンマー県 カイヌー県 北カルヤラ県 北サヴォ県 南サヴォ県 南ポフ ヤンマー県 ポフヤ ンマー県 ピルカ ンマー県 サタク ンタ県 中部ポフ ヤンマー県 中央スオミ県 南西ス オミ県 南カルヤラ県 パイヤト ＝ハメ県 カンタ＝ ハメ県 ウーシマー県 キュ メンラー クソ県 オーランド自治県 |
| 北サヴォ県         | クオピオ         | 東スオミ州       | ラッピ県 北ポフヤ ンマー県 カイヌー県 北カルヤラ県 北サヴォ県 南サヴォ県 南ポフ ヤンマー県 ポフヤ ンマー県 ピルカ ンマー県 サタク ンタ県 中部ポフ ヤンマー県 中央スオミ県 南西ス オミ県 南カルヤラ県 パイヤト ＝ハメ県 カンタ＝ ハメ県 ウーシマー県 キュ メンラー クソ県 オーランド自治県 |
| 南サヴォ県         | ミッケリ         | 東スオミ州       | ラッピ県 北ポフヤ ンマー県 カイヌー県 北カルヤラ県 北サヴォ県 南サヴォ県 南ポフ ヤンマー県 ポフヤ ンマー県 ピルカ ンマー県 サタク ンタ県 中部ポフ ヤンマー県 中央スオミ県 南西ス オミ県 南カルヤラ県 パイヤト ＝ハメ県 カンタ＝ ハメ県 ウーシマー県 キュ メンラー クソ県 オーランド自治県 |
| 南ポフヤンマー県   | セイナヨキ       | 西スオミ州       | ラッピ県 北ポフヤ ンマー県 カイヌー県 北カルヤラ県 北サヴォ県 南サヴォ県 南ポフ ヤンマー県 ポフヤ ンマー県 ピルカ ンマー県 サタク ンタ県 中部ポフ ヤンマー県 中央スオミ県 南西ス オミ県 南カルヤラ県 パイヤト ＝ハメ県 カンタ＝ ハメ県 ウーシマー県 キュ メンラー クソ県 オーランド自治県 |
| 中部ポフヤンマー県 | コッコラ         | 西スオミ州       | ラッピ県 北ポフヤ ンマー県 カイヌー県 北カルヤラ県 北サヴォ県 南サヴォ県 南ポフ ヤンマー県 ポフヤ ンマー県 ピルカ ンマー県 サタク ンタ県 中部ポフ ヤンマー県 中央スオミ県 南西ス オミ県 南カルヤラ県 パイヤト ＝ハメ県 カンタ＝ ハメ県 ウーシマー県 キュ メンラー クソ県 オーランド自治県 |
| ポフヤンマー県     | ヴァーサ         | 西スオミ州       | ラッピ県 北ポフヤ ンマー県 カイヌー県 北カルヤラ県 北サヴォ県 南サヴォ県 南ポフ ヤンマー県 ポフヤ ンマー県 ピルカ ンマー県 サタク ンタ県 中部ポフ ヤンマー県 中央スオミ県 南西ス オミ県 南カルヤラ県 パイヤト ＝ハメ県 カンタ＝ ハメ県 ウーシマー県 キュ メンラー クソ県 オーランド自治県 |
| ピルカンマー県     | タンペレ         | 西スオミ州       | ラッピ県 北ポフヤ ンマー県 カイヌー県 北カルヤラ県 北サヴォ県 南サヴォ県 南ポフ ヤンマー県 ポフヤ ンマー県 ピルカ ンマー県 サタク ンタ県 中部ポフ ヤンマー県 中央スオミ県 南西ス オミ県 南カルヤラ県 パイヤト ＝ハメ県 カンタ＝ ハメ県 ウーシマー県 キュ メンラー クソ県 オーランド自治県 |
| 中央スオミ県       | ユヴァスキュラ   | 西スオミ州       | ラッピ県 北ポフヤ ンマー県 カイヌー県 北カルヤラ県 北サヴォ県 南サヴォ県 南ポフ ヤンマー県 ポフヤ ンマー県 ピルカ ンマー県 サタク ンタ県 中部ポフ ヤンマー県 中央スオミ県 南西ス オミ県 南カルヤラ県 パイヤト ＝ハメ県 カンタ＝ ハメ県 ウーシマー県 キュ メンラー クソ県 オーランド自治県 |
| サタクンタ県       | ポリ             | 西スオミ州       | ラッピ県 北ポフヤ ンマー県 カイヌー県 北カルヤラ県 北サヴォ県 南サヴォ県 南ポフ ヤンマー県 ポフヤ ンマー県 ピルカ ンマー県 サタク ンタ県 中部ポフ ヤンマー県 中央スオミ県 南西ス オミ県 南カルヤラ県 パイヤト ＝ハメ県 カンタ＝ ハメ県 ウーシマー県 キュ メンラー クソ県 オーランド自治県 |
| 南西スオミ県       | トゥルク         | 西スオミ州       | ラッピ県 北ポフヤ ンマー県 カイヌー県 北カルヤラ県 北サヴォ県 南サヴォ県 南ポフ ヤンマー県 ポフヤ ンマー県 ピルカ ンマー県 サタク ンタ県 中部ポフ ヤンマー県 中央スオミ県 南西ス オミ県 南カルヤラ県 パイヤト ＝ハメ県 カンタ＝ ハメ県 ウーシマー県 キュ メンラー クソ県 オーランド自治県 |
| 南カルヤラ県       | ラッペーンランタ | 南スオミ州       | ラッピ県 北ポフヤ ンマー県 カイヌー県 北カルヤラ県 北サヴォ県 南サヴォ県 南ポフ ヤンマー県 ポフヤ ンマー県 ピルカ ンマー県 サタク ンタ県 中部ポフ ヤンマー県 中央スオミ県 南西ス オミ県 南カルヤラ県 パイヤト ＝ハメ県 カンタ＝ ハメ県 ウーシマー県 キュ メンラー クソ県 オーランド自治県 |
| パイヤト＝ハメ県   | ラハティ         | 南スオミ州       | ラッピ県 北ポフヤ ンマー県 カイヌー県 北カルヤラ県 北サヴォ県 南サヴォ県 南ポフ ヤンマー県 ポフヤ ンマー県 ピルカ ンマー県 サタク ンタ県 中部ポフ ヤンマー県 中央スオミ県 南西ス オミ県 南カルヤラ県 パイヤト ＝ハメ県 カンタ＝ ハメ県 ウーシマー県 キュ メンラー クソ県 オーランド自治県 |
| カンタ＝ハメ県     | ハメーンリンナ   | 南スオミ州       | ラッピ県 北ポフヤ ンマー県 カイヌー県 北カルヤラ県 北サヴォ県 南サヴォ県 南ポフ ヤンマー県 ポフヤ ンマー県 ピルカ ンマー県 サタク ンタ県 中部ポフ ヤンマー県 中央スオミ県 南西ス オミ県 南カルヤラ県 パイヤト ＝ハメ県 カンタ＝ ハメ県 ウーシマー県 キュ メンラー クソ県 オーランド自治県 |
| ウーシマー県       | ヘルシンキ       | 南スオミ州       | ラッピ県 北ポフヤ ンマー県 カイヌー県 北カルヤラ県 北サヴォ県 南サヴォ県 南ポフ ヤンマー県 ポフヤ ンマー県 ピルカ ンマー県 サタク ンタ県 中部ポフ ヤンマー県 中央スオミ県 南西ス オミ県 南カルヤラ県 パイヤト ＝ハメ県 カンタ＝ ハメ県 ウーシマー県 キュ メンラー クソ県 オーランド自治県 |
| キュメンラークソ県 | コトカ           | 南スオミ州       | ラッピ県 北ポフヤ ンマー県 カイヌー県 北カルヤラ県 北サヴォ県 南サヴォ県 南ポフ ヤンマー県 ポフヤ ンマー県 ピルカ ンマー県 サタク ンタ県 中部ポフ ヤンマー県 中央スオミ県 南西ス オミ県 南カルヤラ県 パイヤト ＝ハメ県 カンタ＝ ハメ県 ウーシマー県 キュ メンラー クソ県 オーランド自治県 |
| オーランド自治県   | マリエハムン     | オーランド自治州 | ラッピ県 北ポフヤ ンマー県 カイヌー県 北カルヤラ県 北サヴォ県 南サヴォ県 南ポフ ヤンマー県 ポフヤ ンマー県 ピルカ ンマー県 サタク ンタ県 中部ポフ ヤンマー県 中央スオミ県 南西ス オミ県 南カルヤラ県 パイヤト ＝ハメ県 カンタ＝ ハメ県 ウーシマー県 キュ メンラー クソ県 オーランド自治県 |

## 経済

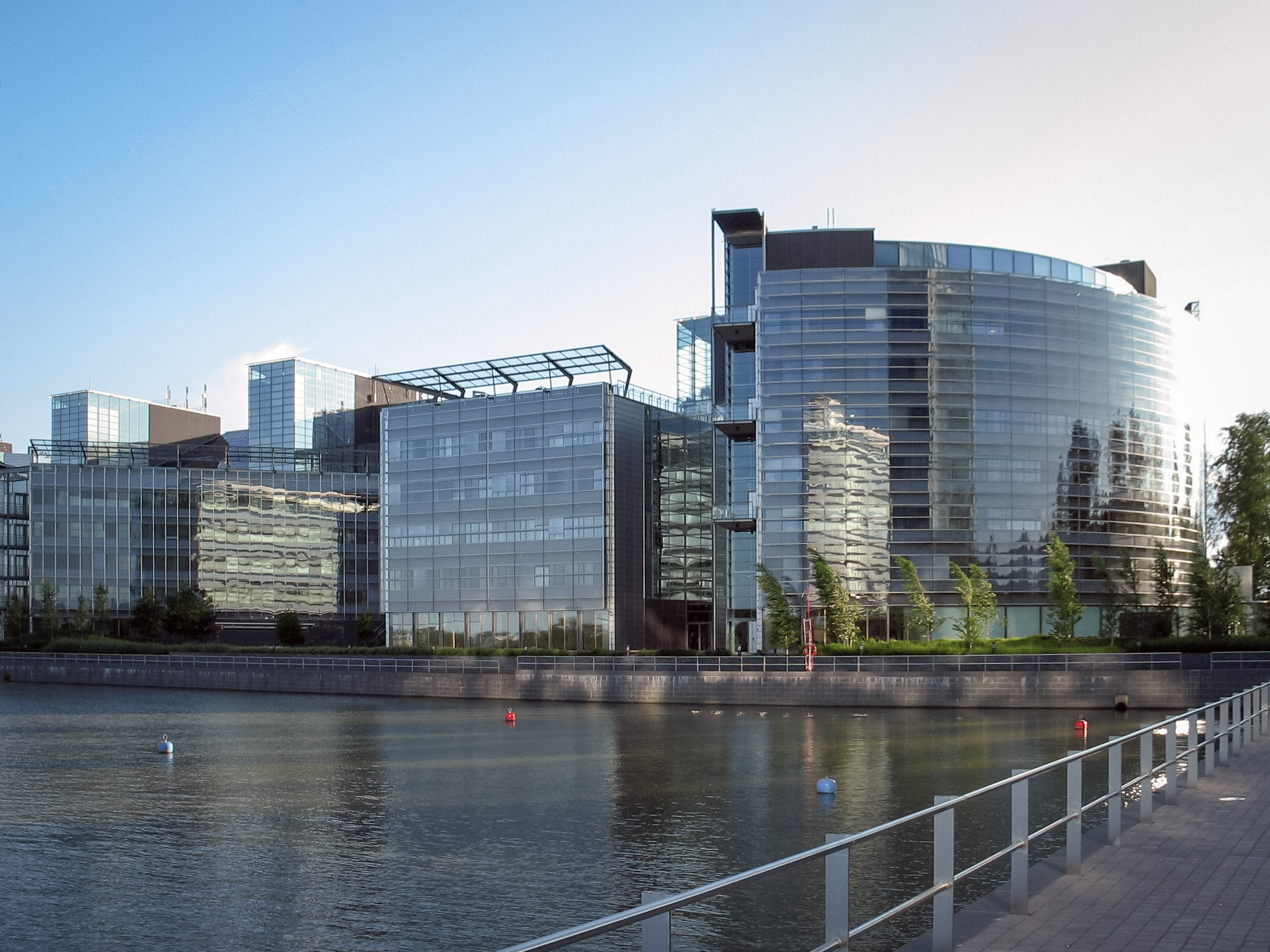
国内最大企業Nokiaの本社ビル

人口が日本の北海道とほぼ同じ、GDPの規模がその倍であるフィンランドは、1980年代以降、農業と林業中心の経済体制から、携帯電話の生産量が世界1位になるなどのハイテク産業を基幹とする工業先進国へと著しい変化を遂げることに成功した。特に、150年前からある老舗企業のノキア（NOKIA）やLinuxが有名である。高い教育水準なども影響した結果、ヨーロッパ内でも有数の経済大国となった。世界経済フォーラム（WEF）が毎年発表する国際経済競争力の順位では、2001年から2004年までと4年連続首位となった（2002年はいったん2位と発表されたが、その後の再評価で1位に修正された）。現在では付加価値ベースで71.2パーセントをサービス業が占めている。フィンランドは2014年のOECDによるレビューにおいて「世界でもっとも競争力が高く、かつ市民が生活に満足している国のひとつである」と報告された。フィンランドはOECD BetteLife Indexの多軸評価において、全ての点でOECD平均を上回っている。
ナショナル・フラッグ・キャリアはフィンランド航空だが、政府は既に株式の半数以上を売却している。

### 労働市場
労・使・国の3者協議によるネオ・コーポラティズムを採用する。年間労働時間は平均で1,672時間。タイムバンキング制度があり、多忙な時期に残業して、閑散期に余計に休める制度が存在する。1994年に16.6パーセントまで上昇した失業率は不況からの脱却とともに年々改善を続け、2012年には7.7パーセントまで下がった。
労働年齢層の就業率は男性70.6パーセント、女性68.2パーセント（2012年）と、女性の労働力化が進んでおり、特に法律家・医師は女性が半数を占めている。企業で高い地位を占める女性も増えているが、男性に比べるとまだ少ない。女性は男性に比べ正社員として雇用されにくい傾向があり、若い世代の女性で契約期間つき雇用が多い（20代女性の4割が派遣社員）。
女性の労働力化によってGDPや購買力が増加する一方で、ロシア人やバルト三国から流入する女性労働者も増えており、特に売春などの性産業に従事する者が多い。2008年時点ではフィンランド国内に8,000人もの売春婦が存在しているとする見方もある。

## 交通

VRグループの鉄道路線図

### 鉄道
- VRグループ
- カレリアントレインズ
- フィンランド鉄道庁
- ヘルシンキ近郊列車
- ヘルシンキ地下鉄
- ヘルシンキ・トラム

### 航空
- フィンエアー（フィンランド航空）
- エア・オーランド
- トゥルク・エア
- フライビー・フィンランド
- ブルーワン

## 国民
| 民族構成（フィンランド） | 民族構成（フィンランド） | 民族構成（フィンランド） | 民族構成（フィンランド） | 民族構成（フィンランド） |
| ------------------------ | ------------------------ | ------------------------ | ------------------------ | ------------------------ |
|                          |                          |                          |                          |                          |
| フィン人                 | フィン人                 |                          | 92%                      | 92%                      |
| スウェーデン人           | スウェーデン人           |                          | 5%                       | 5%                       |
| その他                   | その他                   |                          | 3%                       | 3%                       |

フィンランドの人口ピラミッド

特徴として男女同権思想がある。生産性の低い土地に生活して、農業時代から女性も男性と同様に働き発言権を持っていた。フィンランドで普通選挙が導入されたとき、ヨーロッパ初の女性参政権が付属していた。2015年現在も女性の社会進出は世界最高レベルで、労働市場における女性比率は40パーセントで、アファーマティヴ・アクション制やクオータ制などのフェミニズムプログラムなしで達成している。
フィンランドの国会議員は定数の3分の1以上にあたる76人の女性議員がいる（2015年現在）。兵役は男子のみの義務で女子は志願制である。
俗説としてフィンランド人は「恥ずかしがりや」であり、サウナなど集団で集まりやすい場を大切にし、顔を合わせずに会話のできる電話や携帯電話の普及が早かったと言われる。ヨーロッパで「フィンランド人は無口で、話すときは独特の抑揚のない言語で不機嫌そうにしゃべる」ステレオタイプの印象が元になった。

### 民族
民族比率は、フィン人が91.7パーセント、スウェーデン人（スウェーデン系フィンランド人）が5.5パーセント、サーミ人が0.1パーセント、ロマ人が0.1パーセント。2022年の統計によると、外国人は32万3,686人（5.8パーセント）、1/4がロシア人とエストニア人である。21世紀に入り難民などを積極的に受け入れはじめ、ソマリア人、アルバニア人、イラク人、クルド人などがその中心となっており、ほとんどがヘルシンキ都市圏に在住している。近年は難民受け入れに対する反感が強く「真のフィンランド人」など移民受け入れに反対する排外主義政党の躍進をもたらしている。

### 言語
使用されている言語はフィンランド語が93.4パーセント、スウェーデン語が5.9パーセントで、この2言語が公用語である。1919年に制定された。サーミ人はサーミ語を使用し、1970年代にその地位は向上した。1999年の基本法制定により、準公用語と明記された。同時にロマ人その他の少数民族に対する配慮も加えられている。ロシア語を母語とするロシアからのいわゆる帰還者は最近増加しつつある。スウェーデン語は既にフィンランドに根を下ろしており、少数派とはいえ、企業や産業界で影響力を持ち、政府にも主要政党を持っているため、公用語問題は歴史的な問題であった。これに対しロシア語は1世紀にわたり支配社会の上層部にのみ影響を与えただけで、国民に浸透することはなかった。

### 宗教

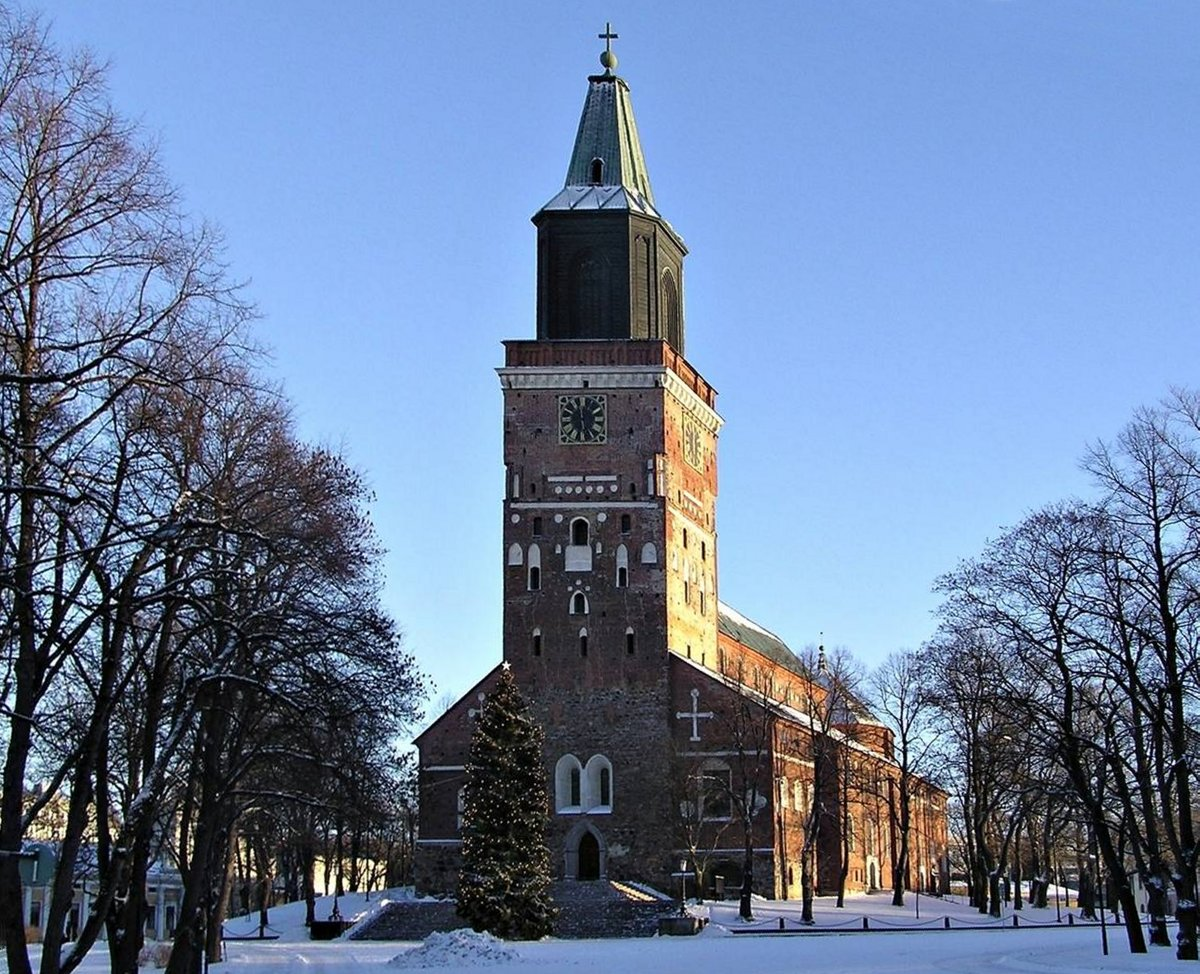
フィンランド福音ルター派教会のトゥルク大聖堂

宗教は、フィンランド福音ルター派教会が66.6パーセント、フィンランド正教会が1.1パーセント、ほかの宗教（ローマ・カトリック教会、ユダヤ教、イスラム教）1.7%、無宗教30.6%パーセントである。フィンランド福音ルター派教会とフィンランド正教会は国教として扱われ、政府が国民から直接税の形で集めた教会税によって資金的援助を受けている。近年は国民の信仰心の低下や政教分離の意見の高まりなどから、教会の支援は世論から支持を受けなくなる傾向にあり、それに伴い「教会税」も毎年減少傾向にある。

### 婚姻
婚姻する際には夫婦別姓、夫婦同姓、相手の姓の付加（後置）を選択することができる。1930年の婚姻法では妻が夫の姓に改姓することが義務づけられていたが、1986年に改正された。2017年より同性婚も可能となった。

### 出生率
2023年の出生率は1.26であった。この少子化傾向について、Population Research Instituteの研究者は「われわれは、欧州における新しい日本である（We’re the new Japan of Europe）」と形容している。

### 教育

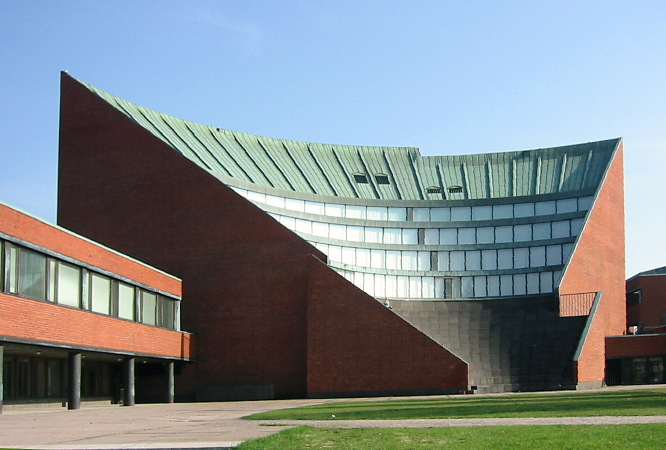
アールト大学

学校教育ではフィンランド語、スウェーデン語が必修だが、オーランド諸島はフィンランド語は必修でなく、英語やその他の言語の教育が行われている。本土のスウェーデン系国民は幼いころからテレビなどを通じて自然にフィンランド語を習得することが多いが、フィンランド系国民の多くは7年生（中学校の初年度）から学校でスウェーデン語の学習を始める。現在ではスウェーデン語より英語に重点がおかれており、小学3年生程度から英語の授業が始まる。小学校高学年、中学校でもその他の外国語を選択科目として履修できる。外国語科目のカリキュラムなどは自治体や学校により異なることがある。国民の外国語に対する関心も全般に高いため、4 - 5か国語を使いこなすフィンランド人も多い。
大学は全て国立で無料であり、受験戦争はフランスや日本ほど厳しくはない。しかし教育における「フィンランドメソッド」が注目を集めている。生徒は競争による相対評価ではなく、達成度によって評価されるといわれている。ただし、これは学力の違いを無視した平等教育ではない。実際には高校入学は中学の成績に基づいて振り分けが行われている。中学校の教育に特筆されるのは3分の1の（成績の低い）生徒が特別学級に振り分けられるか、補習授業を受けていることである。学力による差別化および低学力の生徒に対する個別の教育により落ちこぼれを学校ぐるみで防ぐ制度がフィンランドの教育の特徴である。
ユネスコの定義による高等教育機関（大学およびその他全ての高等教育機関・課程）の進学率は世界第2位の87パーセントである（2004年度）。2004年度に行われたOECD（経済協力開発機構）のPISA（学習到達度調査）では世界一である。OECDの調査は多くの問題点が指摘されている。PISAは（1）読解力（2）数学リテラシー（3）科学リテラシーの3分野のみを57か国で調査したものである。
フィンランドの学校は週休2日制である。教師はその専門性が一層重んじられ、修士の学位取得が基本である。（日本に置き換えればさしづめ教師全員が専修免許状を有している状況である。修士が標準とされる職業は日本と比べて多い。日本と異なり、学士と修士は大学で、リセンシアーテ（修士と博士の中間学位）と博士は大学院で取得する仕組みから、修士レベルの学業がよりスタンダードなものである。）授業時間も日本よりかなり少なく「総合的な学習」に相当する時間は日本より多い。近年日本で批判されている「ゆとり教育」に類似するが、家庭学習を重視して宿題が比較的多く、成績別教育で成績下位者の支援態勢が特に手厚いなど、相違点が多い。制度的に教育内容や教授方法について教育行政の指示が少なく、分権化が進んでいること、義務教育にも留年制度があること、小学校から大学まで多くの学校で学費が無料であることなどの違いがある。
1943年の法により、小中学校および後期中等教育学校・職業学校（日本の高等学校普通科と専門学科に近似）における給食は完全に無料である。

### 保健

#### 医療
フィンランド人の平均寿命は、2015年では平均で80.77歳（男性77.82歳、女性83.86歳）であった。およそ市民307人あたり1人の医師がいる。 公営の保健センターが整備され、総合診療医（GP）によるプライマリケアが提供される。
GDPあたり保健支出は9.6パーセント。医療費のおよそ18.9パーセントは自己負担であり、76.6パーセントは租税負担となる。近年の『ランセット』誌の研究によれば、フィンランドは193か国の中で死産率が最も低く、イギリス・フランス・ニュージーランドよりも低い。
課題として、ほかのOECD諸国同様に人口の高齢化があり、65歳以上が人口の23.5パーセントを占めている（2024年）。GDPに占める保健・介護費用も伸び続けており、2000年代は約6パーセント台であったが、2060年には13パーセントに達すると推測されている。医療費の約55パーセントは65歳以上人口が占めており、認知症患者も増え続けている。
妊娠4か月以前に医者か地方自治体の妊婦向けクリニックで診療を受けたことがあり、かつ妊娠154日以上のすべての妊婦には妊婦パックが配られている。

## 社会

OECD各国の老人（65歳以上）1人あたりの生産年齢（20 - 64歳）人口

北欧モデルの高福祉高負担国であり、GDPに占める税収比は43.9パーセントと上位国のひとつである（2014年）。
OECDの人生満足度（Life Satisfaction）では第6位、国連世界幸福度報告では世界1位（2018年から2020年）、世界幸福地図では第6位、The Earth Instituteによる国民総幸福量（GNH）では世界2位（2012年）であると報告された。

### 市民活動
フィンランドにはNPOが約7 - 8万存在し、国民の5人に4人がNPOに参加している。他の北欧諸国と同様、世界で最も参加率の高い国のひとつである。

### 移民制度
移民受け入れスウェーデンと異なり、ノルウェーやデンマークと同様に、安易な移民受け入れに反対する政党「真のフィンランド人」が、エドゥスクンタ（国会）で第二党政党の連立与党として政権に影響力を持っている。

## 治安
2022年の世界平和指数「安全とセキュリティ」のカテゴリーで世界7位。
ヨーロッパで比較的に治安が良い国とされるが、夏季や冬季の観光シーズンは、首都ヘルシンキなどの都市部で置き引きやスリなど窃盗が多い。
テロ事件は、2017年8月のトゥルク市内でナイフを用いた無差別襲撃事件が発生し、2名が死亡、8名が負傷した。

### 人権
他者の人権の受け入れ、汚職の少なさ、情報の自由な流れ、良好なビジネス環境、高いレベルの人的資本、資源の公平な配分、十分に機能する政府、および近隣諸国との良好な関係によって決まる2022年の「積極的平和指数」で世界第3位、「他者の権利の受容」で世界第1位、「よく機能する政府」で世界第1位である。

## マスコミ
国境なき記者団 (RWB) の年次報道自由指数は、フィンランドを2010年から2016年までの6年連続で「最も報道の自由が高い国」として挙げている。2017年に首相のユハ・シピラによる「シピラゲート」事件を受けて3位へ落位している。

## 文化
フィンランド人の図書館利用率は世界有数であり、月に1回以上は図書館に行き、月に20冊以上の本やDVDを無料で借りている。サウナは約200万あるとされ、フィンランド国民全員が入っても余裕がある。フィンランド人にとってサウナは神聖な場所であり、「教会のように振る舞う」格言がある。2020年にフィンランドのサウナ文化がユネスコの無形文化遺産に登録された。

### 食文化

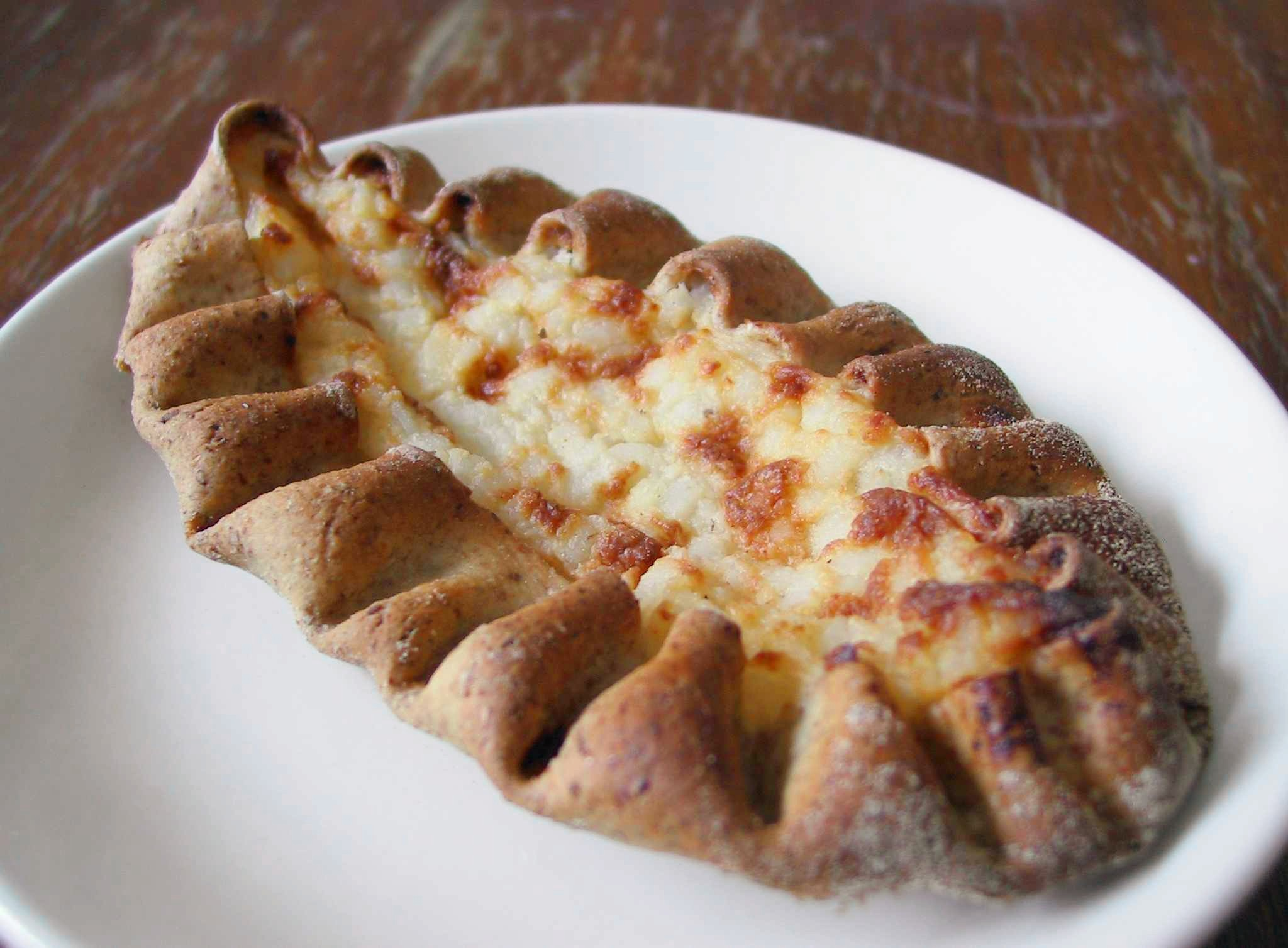
カレリアンピーラッカ (karjalanpiirakka) は伝統的なフィンランド料理である。具には米を用い、外側の薄皮はライムギ生地でできている。バターをつけたり、ゆで卵とバターを混ぜたもの（エッグバター、munavoi）をつけたりして食す。

ソーセージは国民食とされ、これによって女性の社会進出を後押しした。アルコールは国営企業による専売制である。キシリトールはフィンランドの大学の発見である。

### 文学

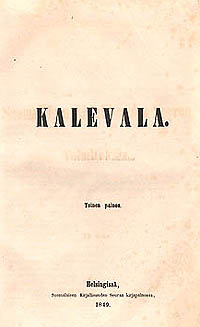
フィンランドの民族叙事詩『カレワラ』の1849年版（新カレワラ）

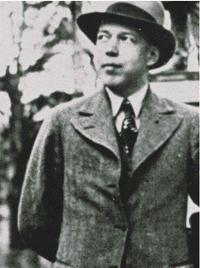
小説家のミカ・ワルタリ

19世紀にエリアス・リョンロートが編纂した民族叙事詩『カレワラ』がある。

### 音楽

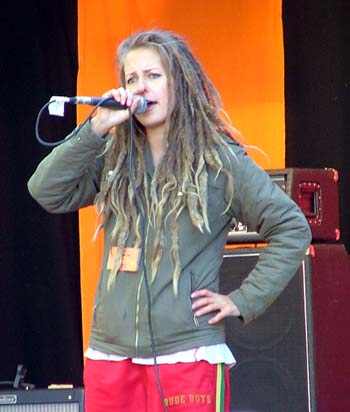
マリスカ（Mariska）
Mariskaはフィンランドを代表するヒップホップ音楽家である

フィンランド人の音楽界での活躍は目ざましく、人口に比しても世界的な音楽家を数多く輩出している。ジャン・シベリウスに代表されるクラシック音楽や、ジャズ、ポップ、ロックやヘヴィメタルなどのポピュラー音楽が普及しており、特にヘヴィメタルは国民的な音楽として今も支持されている。少数民族サーミ人による民族音楽ヨイクもある。

### 映画
1895年に映画技術が発明されると、1896年にフィンランドで初めて映画が上映された。

### 建築
フィンランドの建築は800年以上の歴史があり、アール・ヌーヴォー、北欧古典主義、機能主義などの形式に大きく貢献している。

### デザイン・テキスタイル
- マリメッコは、ケネディ大統領夫人ジャクリーンがそのワンピースを着たことでも有名なファブリック・テキスタイルメーカー。
- イッタラは、ガラス製品をはじめとするデザイン性の高いテーブルウェアの総合メーカー。
- アラビア社は、ムーミンの陶器で名高い。アラビア社はイッタラグループの子会社でもある。
- ノキアは、機能性の高さや使いやすさだけでなく、美しいデザインで知られる携帯電話メーカー。
- HONKAは、世界No.1のログハウスメーカー。
- アルテックは、フィンランドを代表する建築家・デザイナーのアルヴァ・アールトの家具を製作するメーカー。

### 世界大会
名物やゆかりの行事などを競技化したさまざまな大会を「世界選手権」として催し、各国から参加者が訪れる大会もある。
- エア・ギター世界選手権（オウル州オウル） - 2006年と2007年にダイノジの大地洋輔が優勝、金剛地武志も入賞している。
- 奥様運び大会（東スオミ州北サヴォ県ソンカヤルヴィ） - 優勝者は、奥様の体重（最低49キロ以上）と同じ量のビールが贈られる。
- 携帯電話投げ世界選手権（サイマー湖地方サヴォンリンナ） - 「この近代機器によってもたらされるすべてのフラストレーションや失望に返報する目的」で開催。優勝者は新しい携帯電話が贈られ、89メートル飛ばした選手もいる。
- 世界サウナ選手権 （南スオミ州ヘイノラ） - サウナ我慢大会。2004年に笑福亭鶴瓶が挑戦した。優勝者はモロッコのアガディールで過ごす1週間の旅が贈られる。
- アヴァント水泳世界選手権; w:en:Avantouinti Ice Hole Swimming Championships （ラップランド州ムオニオなど） - 凍結した湖や海の表面に穴をあけて行う水泳競技。
- 国際雪合戦大会 International Snowball Fight Competitions（ラップランド州ケミヤルヴィ） - ケミヤルヴィの姉妹都市でもある北海道胆振支庁壮瞥町から紹介された"Yukigassen"が国際大会へと発展したもの。
- コケモモ摘み世界選手権 The World Championships of Berry Picking （オウル州スオムッサルミ） - 1時間でどれだけのコケモモが摘めるかを競う競技。
- 泥サッカー世界選手権 Swamp Soccer World Championships（オウル州カイヌー県ヒリンサルミ） - 沼地で行うサッカー大会。冬季は同地で深雪サッカー選手権を催す。
- アクア・ジョギング世界選手権 Aquajogging World Championships （西スオミ州ペタヤベシ） - 水中でジョギングする競技。

### 世界遺産
フィンランド国内に、ユネスコの世界遺産リストに登録された文化遺産が6件、自然遺産が1件存在する。

### 祝祭日
| 日付       | 日本語表記       | フィンランド語表記   | 備考             |
| ---------- | ---------------- | -------------------- | ---------------- |
| 1月1日     | 元日             | Uudenvuodenpäivä     |                  |
| 1月6日     | 公現祭           | Loppiainen           |                  |
| 移動祝祭日 | 聖金曜日         | Pitkäperjantai       |                  |
| 移動祝祭日 | 復活祭           | Pääsiäispäivä        |                  |
| 移動祝祭日 | 復活祭後の月曜日 | Toinen Pääsiäispäivä |                  |
| 5月1日     | メーデー         | Vappu                |                  |
| 移動祝祭日 | 主の昇天         | Helatorstai          | 復活祭から40日後 |
| 移動祝祭日 | 聖霊降臨祭       | Helluntaipäivä       | 復活祭から50日後 |
| 移動祝祭日 | 夏至前夜祭       | Juhannusaatto        |                  |
| 移動祝祭日 | 夏至祭           | Juhannuspäivä        |                  |
| 移動祝祭日 | 諸聖人の日       | Pyhäinpäivä          |                  |
| 12月6日    | 独立記念日       | Itsenäisyyspäivä     |                  |
| 12月24日   | クリスマス・イヴ | Jouluaatto           |                  |
| 12月25日   | クリスマス       | Joulupäivä           |                  |
| 12月26日   | ボクシング・デー | Tapaninpäivä         |                  |

### スポーツ
アイスホッケー

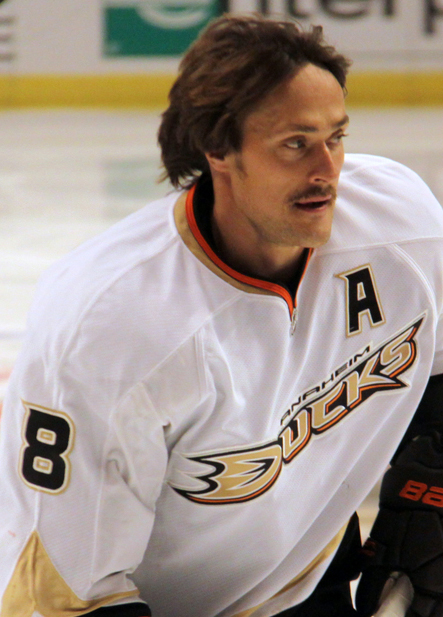
ティーム・セラニはNHLのレギュラーシーズンでのフィンランド人史上最高のゴールスコアラーである。

アイスホッケーはフィンランドで最も人気のあるスポーツである。アイスホッケーフィンランド代表は1995年、2011年、2019年、2022年の4回世界選手権を制しており、IIHFランキングでも最高の1位を獲得している。2006年トリノオリンピックで、歴史的に因縁のあるスウェーデン代表と初の北欧決勝対決となり、第1ピリオドは1-0でリードしながら2-3で惜しくも惜敗したが、エースのサク・コイブらの活躍で銀メダルを得た。2022年北京オリンピックは決勝でロシアオリンピック委員会代表に勝利して金メダルを得た。
サッカー
サッカーも人気があり、1990年にプロサッカーリーグのヴェイッカウスリーガ（芬: Veikkausliiga）が創設された。フィンランドサッカー協会 (SPL) が構成するサッカーフィンランド代表は、FIFAワールドカップに出場していないが、UEFA EURO 2020に初出場した。著名なサッカー選手は、アヤックスで活躍したUEFAチャンピオンズリーグ得点王のヤリ・リトマネン、リヴァプールで長年活躍したサミ・ヒーピア、ノリッジ・シティで活躍したテーム・プッキなどが知られている。
ウィンタースポーツ

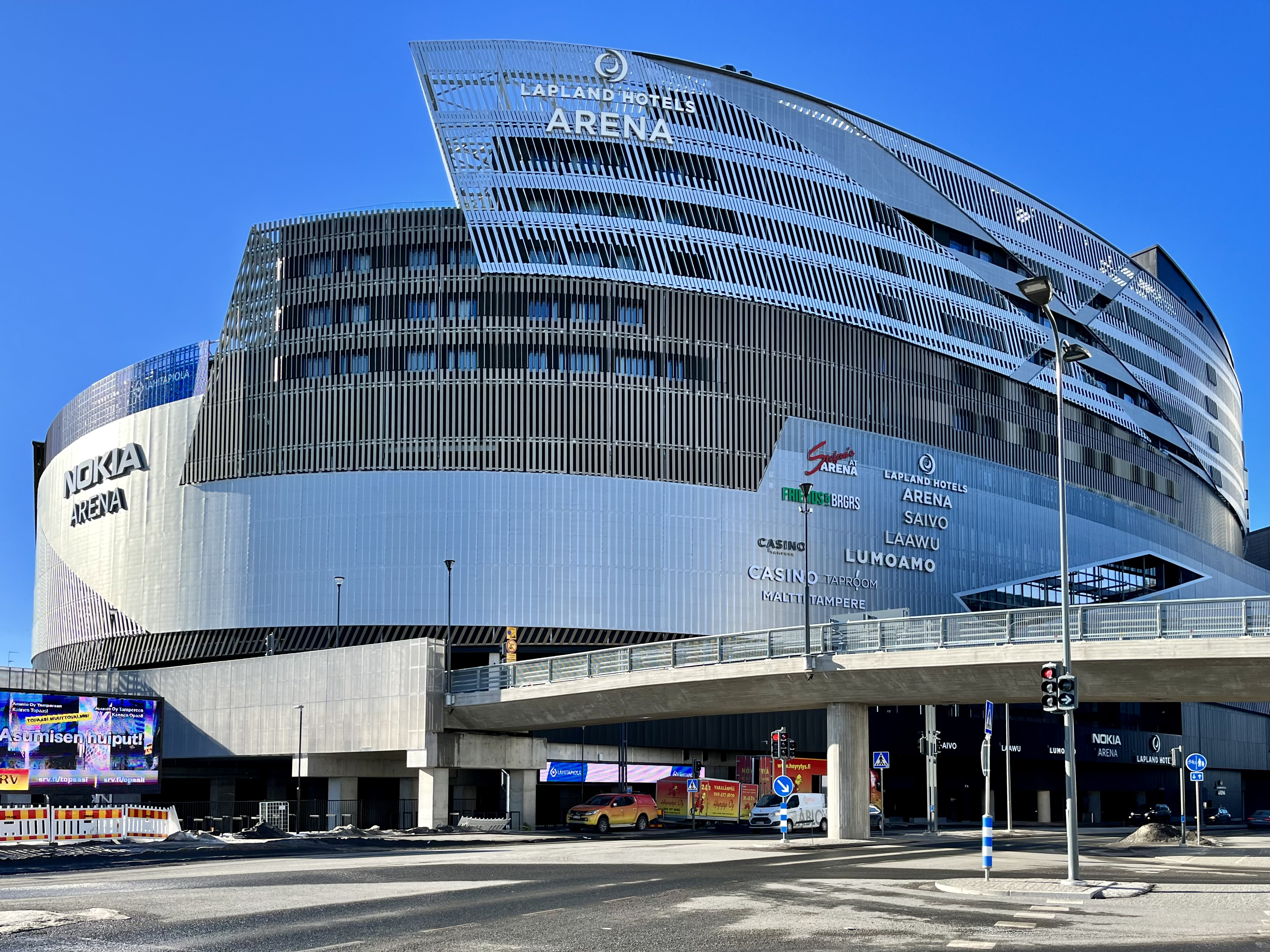
アイスホッケー用に設計されたタンペレのノキアアリーナ

ウィンタースポーツも盛んで、特にスキーは冬季オリンピックなどで多くの選手が活躍し、ジャンプ競技でマッティ・ニッカネンやヤンネ・アホネンなどを輩出している。ノルディック複合でハンヌ・マンニネンやサンパ・ラユネンが著名である。クロスカントリースキーやスキーオリエンテーリングも盛んで、近年フィギュアスケートで世界トップレベルの女子選手を輩出している。
モータースポーツ
モータースポーツで名手を多数輩出している。
F1でケケ・ロズベルグ、ミカ・ハッキネン、キミ・ライコネンが世界王者となっている。フィンランドは有力な国内フォーミュラカーレースが存在しないが、他の北欧諸国に比べて有力ドライバーが多い。
ラリーも盛んで、WRC（世界ラリー選手権）でマルク・アレン、ティモ・サロネン、ハンヌ・ミッコラ、アリ・バタネン、ユハ・カンクネン、トミ・マキネン、マーカス・グロンホルム、カッレ・ロバンペラと、世界王者を最も多く輩出している。2017年からWRCに復帰したTOYOTA GAZOO Racingはフィンランドを拠点として競技車両を開発し、トミ・マキネンからヤリ＝マティ・ラトバラへ監督が引き継がれている。
二輪のオフロード系は、1990年から2000年代にエンデューロ世界選手権で、史上最多8回タイトルを獲得したユハ・サルミネン、7回王者のカリ・ティアイネン、5回王者のミカ・アホラなどを輩出し、ISDE（国際6日間エンデューロ）でワールドトロフィーを8回得た。
日本国内のレースに縁のあるドライバーは、SUPER GTと全日本ラリー選手権で優勝したヘイキ・コバライネン、日本人の元レースクイーンを妻とするミカ・サロがいる。
その他の競技

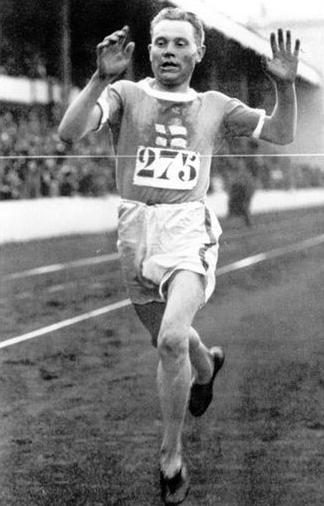
1920年アントワープ五輪でのパーヴォ・ヌルミ

北欧諸国と同様にオリエンテーリングが盛んな強豪国である。代表的な選手は、2010年にミンナ・カウッピがフィンランド年間最優秀スポーツ選手に選ばれている。優れたフィンランド人選手に対して固有な呼称「フライング・フィン」がある。これは、陸上競技の長距離種目で活躍したハンネス・コーレマイネンやパーヴォ・ヌルミを称して以来、モータースポーツを中心に様々なスポーツ選手に用いる。
オリンピックは1952年に首都ヘルシンキでヘルシンキオリンピックを開催した。

## 著名な出身者
順位は『最も偉大なフィンランド人』による。
- 1位 - カール・グスタフ・エミール・マンネルヘイム（軍人、政治家、第二次世界大戦中のフィンランド軍最高司令官、元大統領）
- 2位 - リスト・ヘイッキ・リュティ（政治家、元大統領、継続戦争開戦を決断）
- 3位 - ウルホ・ケッコネン（政治家、元大統領）
- 5位 - タルヤ・ハロネン（政治家、前大統領）
- 7位 - ミカエル・アグリコラ（16世紀の宗教改革者、フィンランド語の表記法を確立したフィンランド文学の父）
- 8位 - ジャン・シベリウス（作曲家、国民的叙事詩『カレワラ』に影響を受けた曲を多数作曲）
- 9位 - アレクシス・キヴィ（フィンランド語文学および演劇の創始者）
- 10位 - エリアス・リョンロート（医師、叙事詩『カレワラ』編纂者）
- 11位 - マッティ・ニッカネン（元スキージャンプ世界王者、フィンランドの英雄）
- 13位 - ヴィッレ・ヴァロ（HIMのボーカリスト兼作曲家）
- 16位 - リーナス・トーバルズ（Linux開発者）
- 19位 - トーベ・ヤンソン（画家、作家、ムーミンシリーズ作者）
- 21位 - パーヴォ・ヌルミ（1920年代の長距離走者、五輪で9個の金メダルと3個の銀メダルを獲得）
- 23位 - ユホ・クスティ・パーシキヴィ（元大統領、対ソ友好関係を重視するパーシキヴィ路線を確立）
- 24位 - ユーハン・ヴィルヘルム・スネルマン（哲学者、思想家、政治家）
- 31位 - ミカ・ワルタリ（作家、歴史小説『エジプト人』の著者）
- 32位 - ミカ・ハッキネン（元F1ドライバー。1998年、1999年ワールド・チャンピオン）
- 33位 - アルヴァ・アールト（建築家、モダニズムに対する人間的なアプローチで知られる）
- 35位 - タピオ・ラウタヴァーラ（やり投げの陸上競技選手、五輪で1個の金メダルを獲得。歌手、俳優）
- 38位 - オットー・クーシネン（政治家、モスクワに亡命した元フィンランド社会民主党議長）
- 42位 - ヤリ・リトマネン（サッカー選手、フィンランド代表の最多出場記録と最多得点記録を持つストライカー）
- 45位 - アンネリ・ヤーテンマキ（政治家、同国初の女性首相）
- 47位 - カールロ・ユホ・ストールベリ（元初代大統領）
- 48位 - マウノ・コイヴィスト（元大統領、フィンランド初の左派系大統領）
- 56位 - アクセリ・ガッレン＝カッレラ（画家、叙事詩『カレワラ』に関連した絵画を数多く描いた）
- 58位 - キュオスティ・カッリオ（元大統領）
- 61位 - ラッセ・ビレン（陸上競技長距離選手、五輪で4個の金メダルを獲得）
- 64位 - アルトゥーリ・ヴィルタネン（化学者、糧秣の保存法の発見によりノーベル化学賞を受賞）
- 65位 - ニルス＝アスラク・ヴァルケアパー（サーミ人ミュージシャン）
- 67位 - ペール・スヴィンヒュー（元大統領、フィンランド内戦において反革命勢力を組織）
- 68位 - アキ・カウリスマキ（映画監督、「パラダイスの夕暮れ」「過去のない男」で知られる）
- 70位 - パーヴォ・リッポネン（元首相、元フィンランド社会民主党の党首）
- 72位 - サカリ・トペリウス（歴史家、作家）
- 74位 - シモ・ヘイヘ（軍人、史上最多の確認戦果505名射殺の記録を残している狙撃手、白い死神と呼ばれた）
- 96位 - アクセル・アイロ（軍人、ラップランド戦争時、ドイツ軍に対する作戦の計画立案を指導）
- 97位 - キミ・ライコネン（元F1ドライバー。2007年ワールド・チャンピオン。元WRCドライバー）
- 98位 - ヘイキ・コバライネン（元F1ドライバー。現SUPER GTドライバー）
- 99位 - ケケ・ロズベルグ（元F1ドライバー。1982年ワールド・チャンピオン）
- 100位 - バルテリ・ボッタス（F1ドライバー）

政治家
- マルティ・アハティサーリ（10代大統領、外交官、2008年ノーベル平和賞受賞）
- エスコ・アホ（首相・政治家）
- サウリ・ニーニスト（フィンランド国会議長、元副首相）

文化人
- アレキシ・ライホ（チルドレン・オブ・ボドムのギタリスト兼ボーカリスト）
- エサ＝ペッカ・サロネン（指揮者、作曲家）
- エルッキ・メラルティン（作曲家）
- サカリ・オラモ（クラシック指揮者、1999バーミンガム市交響楽団音楽監督、2003フィンランド放送交響楽団首席指揮者）
- セリム・パルムグレン（作曲家・ピアニスト。俗に「北欧のショパン」と呼ばれる）
- ターヤ・トゥルネン（歌手。元ナイトウィッシュ）
- タイナ・エルグ（Taina Elg）（女優。ハリウッド映画で活躍）
- マイケル・モンロー（ハノイ・ロックスのボーカリスト）
- カルツュー・ハタッカ（ワルタリのベーシスト）
- ミカ・カウリスマキ（映画監督）
- ヨハン・ルードヴィグ・リューネベリ（作家、詩人）
- トム・オブ・フィンランド（画家。本名はトウコ・ラークソネン）

スポーツ選手
- ミカ・ハッキネン (元F1ドライバー。1998年、1999年ワールド・チャンピオン)
- キミ・ライコネン（元F1ドライバー。2007年ワールド・チャンピオン。元WRCドライバー）
- ヘイキ・コバライネン（元F1ドライバー。現SUPER GTドライバー）
- ケケ・ロズベルグ（元F1ドライバー。1982年ワールド・チャンピオン）
- バルテリ・ボッタス（F1ドライバー）
- サミ・ヒーピア（元サッカー選手。現サッカー指導者）
- テーム・プッキ（サッカー選手）
- アリ・バタネン（WRC、パリ・ダカール・ラリーなどで活躍したラリードライバー。のちに政治家、欧州連合議員も務めた）
- トミ・マキネン（元WRCドライバー。1996年 - 1999年ドライバーズ・チャンピオン）
- マーカス・グロンホルム（WRCドライバー。2000年、2002年ドライバーズチャンピオン）
- ユハ・カンクネン（元WRCドライバー。1986年、1987年、1991年、1993年ドライバーズチャンピオン）
- ミッコ・ヒルボネン（元WRCドライバー）
- ハリ・ロバンペラ（WRCドライバー）
- ヤリ＝マティ・ラトバラ（WRCドライバー。最年少優勝記録保持者）
- トニ・ガルデマイスター（元WRCドライバー）
- マッティ・ニッカネン（本スキージャンパー、元世界王者）
- ヤンネ・アホネン（元スキージャンパー）
- ヘンリ・トイボネン（WRCドライバー。1986年、競技中に事故死）
- マルク・アレン（元WRCドライバー。1978年ドライバーズチャンピオン）
- ミンナ・カウッピ（オリエンテーリング選手、2010年フィンランド年間最優秀スポーツ選手）
- キーラ・コルピ（元女子フィギュアスケート選手、2006年トリノオリンピック出場）
- ラウラ・レピスト（元女子フィギュアスケート選手、2009年ヨーロッパフィギュアスケート選手権優勝）
- ユシ・ヴァイカネン（元自転車競技選手）
- キェル・カルストルム（元自転車競技選手）
- テロ・ピトカマキ（元陸上競技やり投選手）